# Komárom története

## Régészeti korok emlékei

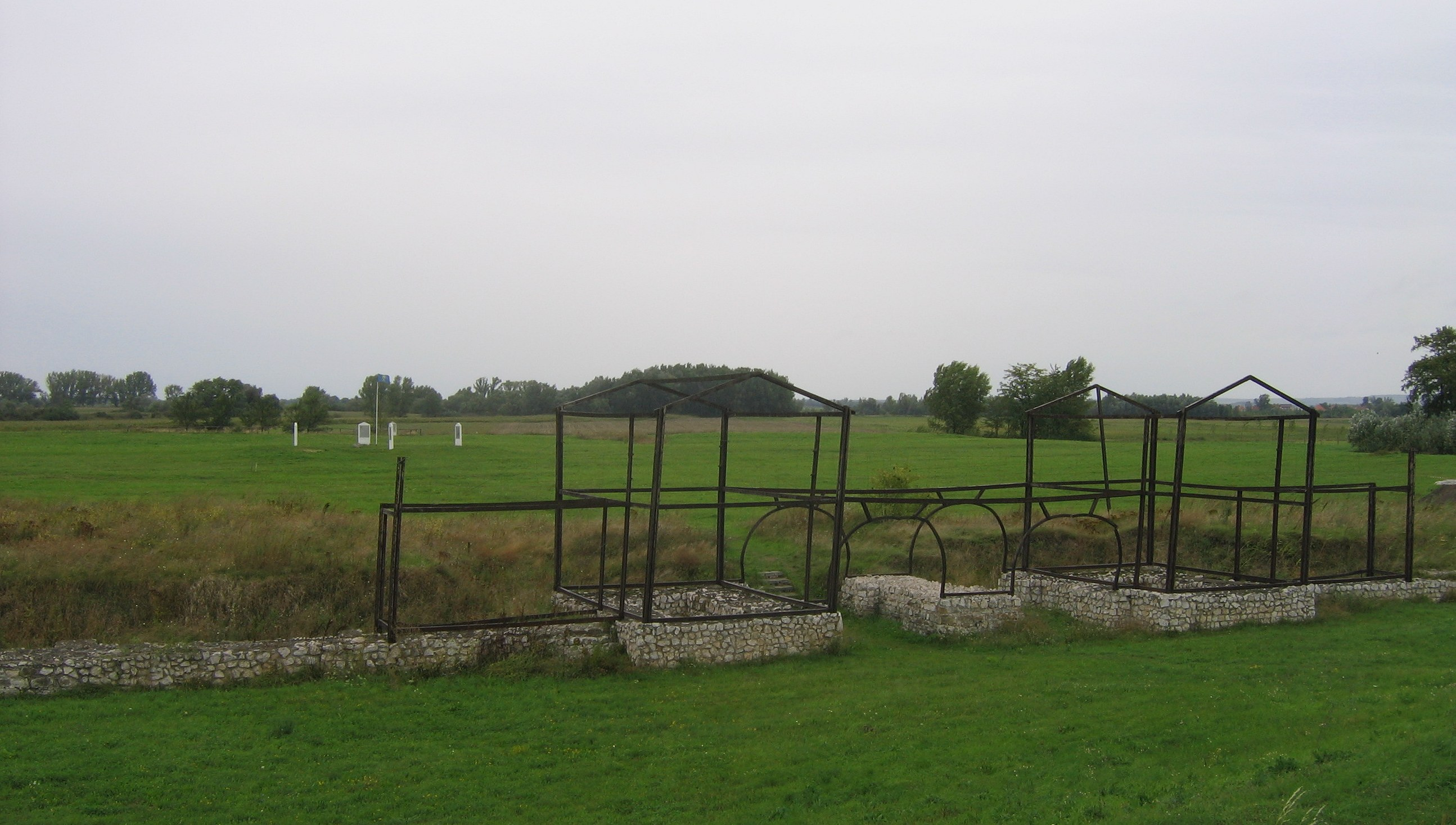
Az izsai Leányvár egykori római légiós települése (Celemantia)

A mai Komárom (szlovákul Komárno, Szlovákia) területe valószínűleg a korai bronzkor óta folyamatosan lakott volt, ezt az itt előkerült régészeti leletek is bizonyítják. Kiváló közlekedési helyzete révén (jó átkelési lehetőségek a Vágon és a Dunán) már az i. e. 4. században állandó kelta település jött itt létre. Az ásatások (az Anglia-parkban, az Európa udvarban és Izsán) során feltárták a kelták nyomait.
Az 1. században a Római Birodalom a Dunáig terjesztette ki határait. A folyamtól délre megszervezett Pannonia provinciát a Duna vonalán kiépített limes védte az északról érkező barbár támadásoktól. A korábbi kelta település helyén jött létre Brigetio római légióstábor és város (a mai Szőny területén), melyhez a 2. században északi parti hídfőállásként Celemantia (Leányvár, a mai Izsa területén) csatlakozott. A mai Észak-Komárom területén nem épült római erőd, a rómaiak inkább a hadászati és kereskedelmi szempontból kedvezőbb fekvésű déli parton építkeztek.
A 4. század végétől a barbárok kiszorították a rómaiakat Pannóniából.

## Komárom a középkorban
A mai Komárom térségében az avarok tartózkodtak hosszabb ideig (talán már a 6-9. században), jelenlétüket összesen 14, főként késő avar kori temetkezési lelőhely, illetve telep bizonyítja, köztük az egyik legjelentősebb Kárpát-medencei késő avar temető a Komárom-hajógyári. A sok lovassír és a gazdag leletanyag alapján a régészek feltételezik, hogy Komárom területén stratégiai okokból (átkelőhely) az avarok megerősített települése, illetve regionális központ lehetett.

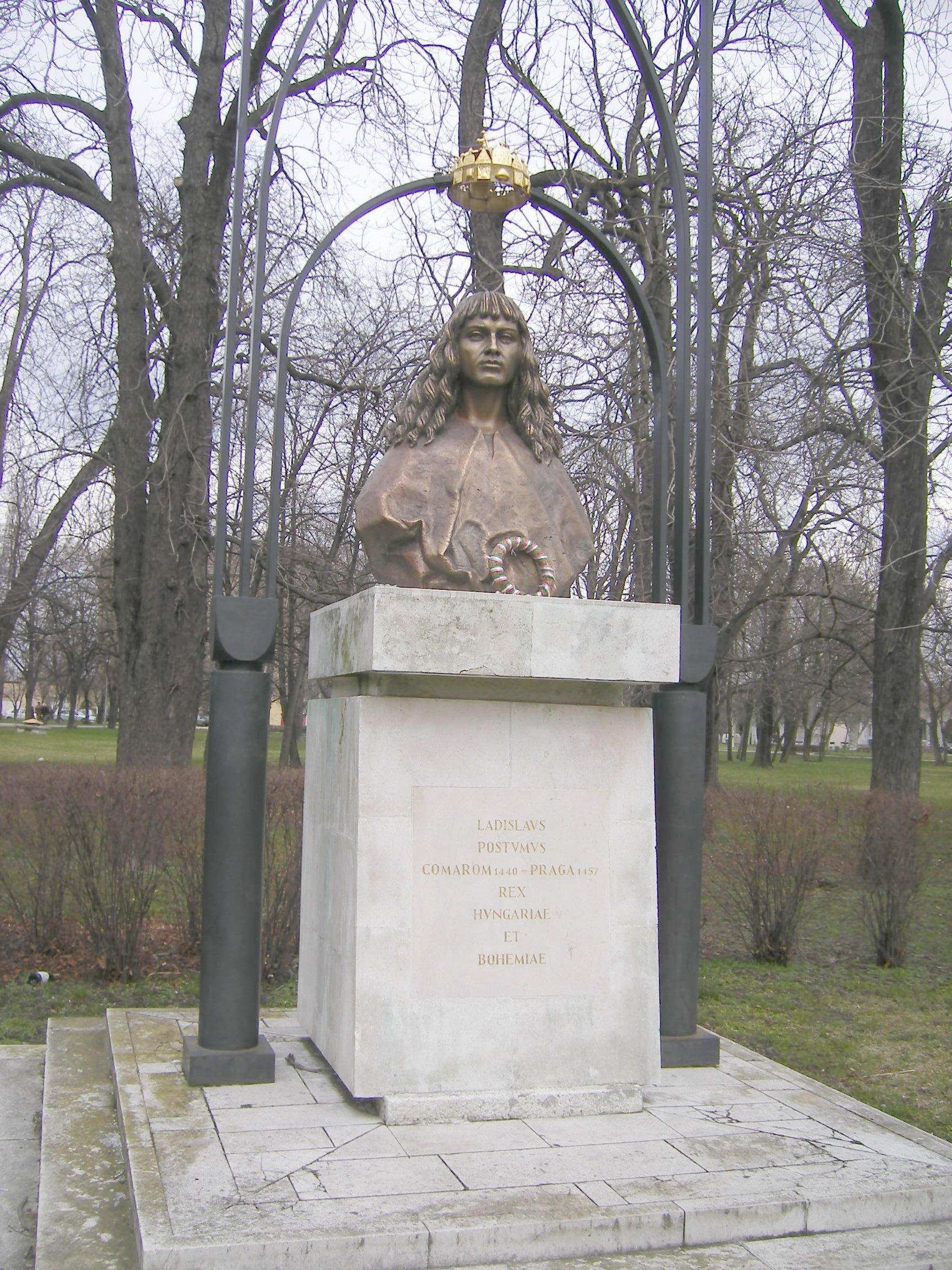
A város szülöttének, V. László királynak a mellszobra

A magyarok a 10. században érkeztek erre a területre. A honfoglalás után a Csallóköz és környéke fejedelmi nyári szálláshely volt,[forrás?] a Vág-Duna torkolatának vidékén Ketel nemzetségfő telepedett le népével. Ketel itt alakította ki téli szálláshelyét (nyári szálláshelye a Bakonyban volt), fia, Alaptolma földvárat létesített itt, mely Szent István államszervezésekor Komárom vármegye székhelye lett. A vár alapításának templomosokkal való összefüggésbe hozása megalapozatlan.
Lásd még:Koppán nemzetség
A vár mellett több település is létrejött a 11. században, közülük Villa Camarum első írásos említése 1037-ből származik. A mai Újvár környékén elterülő középkori Komárom mellett Szentandrásfalvát (Villa St. Andrea, a mai Szent András templom környékén fekhetett) és Keszit (Villa Kezw) is említik korabeli oklevelek. Szentandrásfalva halásztelepülés volt, nevét is a halászok védőszentjéről elnevezett templomáról kapta. Később beolvadt Komáromba (1277-ben már nem említik). Keszi (vagy Várkeszi) a középkori várostól északra fekhetett, a mai Nádor-vonal IV. bástyájának környékén, valószínűleg a tatárjáráskor pusztult el. A 11.-12. század során megerősített komáromi vár a tatárok támadásának is sikeresen ellenállt. IV. Béla a tatárjárás után huzamosabb ideig Komáromban tartózkodott és számos ügyben ítéletet is hozott. 1245-ben IV. Béla a tatárjáráskor Komárom várát védő kapitánynak adományozta Hetény elnéptelenedett birtokát is. 1265-ben Henel fiaitól, Wlueliustól, Altmantól és Neklinustól Komárom vára visszaszállt a királyra nagy összegű harmincadbérleti pénztartozásért cserébe. A király ugyanezen összeg fejében Komárom várát Walter kamaraispánnak adta el.
Komárom első városi szabadalmait IV. Béla királytól kapta, aki 1265. április 1-jén kelt oklevelével Komárom falut Walternak, a pénzverő kamara ispánjának adományozta, lakosainak pedig Buda polgáraiéval megegyező jogokat adott. Az oklevél megemlíti az itt lakó udvarnokokat is. Az ispánt 3 év múlva iktatták be a vár és a város birtokába, ez alkalommal aranybullát adtak ki, mely tartalmazta a vártartomány leírását.
A város és a vár hamarosan a Csák nemzetség birtokába került, mely 1278-ban és 1307-ben is megerősítette kiváltságait. 1315-ben Károly Róbert az esztergomi érsekségnek adományozza a várat és a várost is. Károly Róbert 1317 novemberében két hónapig tartó ostrom után tudta csak visszafoglalni a várat Csák Mátétól. Az ostrom során megrongálódott várat később újjáépítették. A vár és környéke az uralkodó közvetlen környezetében élők birtokát képezte. Lásd Dancs mester birtokcseréjét 1333-ban, amikor Károly Róberttől megszerezte Komárom várát, a hozzá tartozó falvakkal és dunai szigettel, illetve tartozékokkal. Zsitvatőnél, Nekcsei Demeter királyi tárnokmester birtokolt egy ideig dunai részeket és révet a Zsitva folyón. 1335-ben ugyanakkor az uralkodó ezeket a birtokokat visszaadta az V. István egy 1271-es adományára hivatkozó nyitrai püspöknek. 1343-ban Dancs mester és Miklós bakonybéli apát megállapodtak a komáromi vám ügyében. 1366-ban Nagy Lajos részletesen szabályozta többek között a komáromi vízikereskedelmi vámot is.
Luxemburgi Zsigmond uralkodásának kezdetén, 1387 áprilisában – Komárom a hozzá tartozó falvakkal és dunai birtokrészekkel és jövedelmekkel Lackfi István nádor és királyi lovászmester kezébe került, aki azt 1397-ig birtokolta. Az adománylevélből kitűnik, hogy a vízparti részek eredendõen királyi felügyelet alá tartoztak, azaz a folyó jövedelmeit, és a parti népeket automatikusan a vár tartozékai között tartották számon. Komárom kiemelt szerepe, különösen politikai értelemben, később is megfigyelhető. 1398-ban a nikápolyi vereséget követően Régnier Pot (Renier) személyén keresztül rövid időre francia (burgundi) kézre került, az ifjú János herceg váltságdíjának fedezésére. 1422 júniusában, az anyagi problémákkal gyakran küzdő Zsigmond a várat összes tartozékával, így kiterjedt dunai birtokokkal, Almás, Füzitő, Szőny, Révkomárom, Újfalu, Halász falvakkal Garai Miklós nádornak zálogosította el. Ezt követően az évtized végéig Garai birtokában maradt, majd az 1430-as években a pozsonyi és győri ispáni címet is viselő Rozgonyiak kezébe jutott.
A város kiváltságait megerősítette Mária, Luxemburgi Zsigmond király 1411-ben, majd Hunyadi János kormányzó is. 1437 körül a várat több más erőséggel együtt Rozgonyi István a pozsonyi ispán bírta.
1439-ben Habsburg Albert király a közeli Neszmély faluban életét vesztette. Az özvegy Erzsébet királyné a bevehetetlen hírű Komáromba menekült és itt született meg 1440. február 22-én V. László király. A királyné Kottaner Ilona nevű udvarhölgyével a koronát is Komáromba hozatta. Ebben az évben 4 hónapon keresztül itt időzött a királyi udvar, itt fogadták a követeket is. A városban született király újra megerősítette a város kiváltságait, akárcsak később Mátyás király.

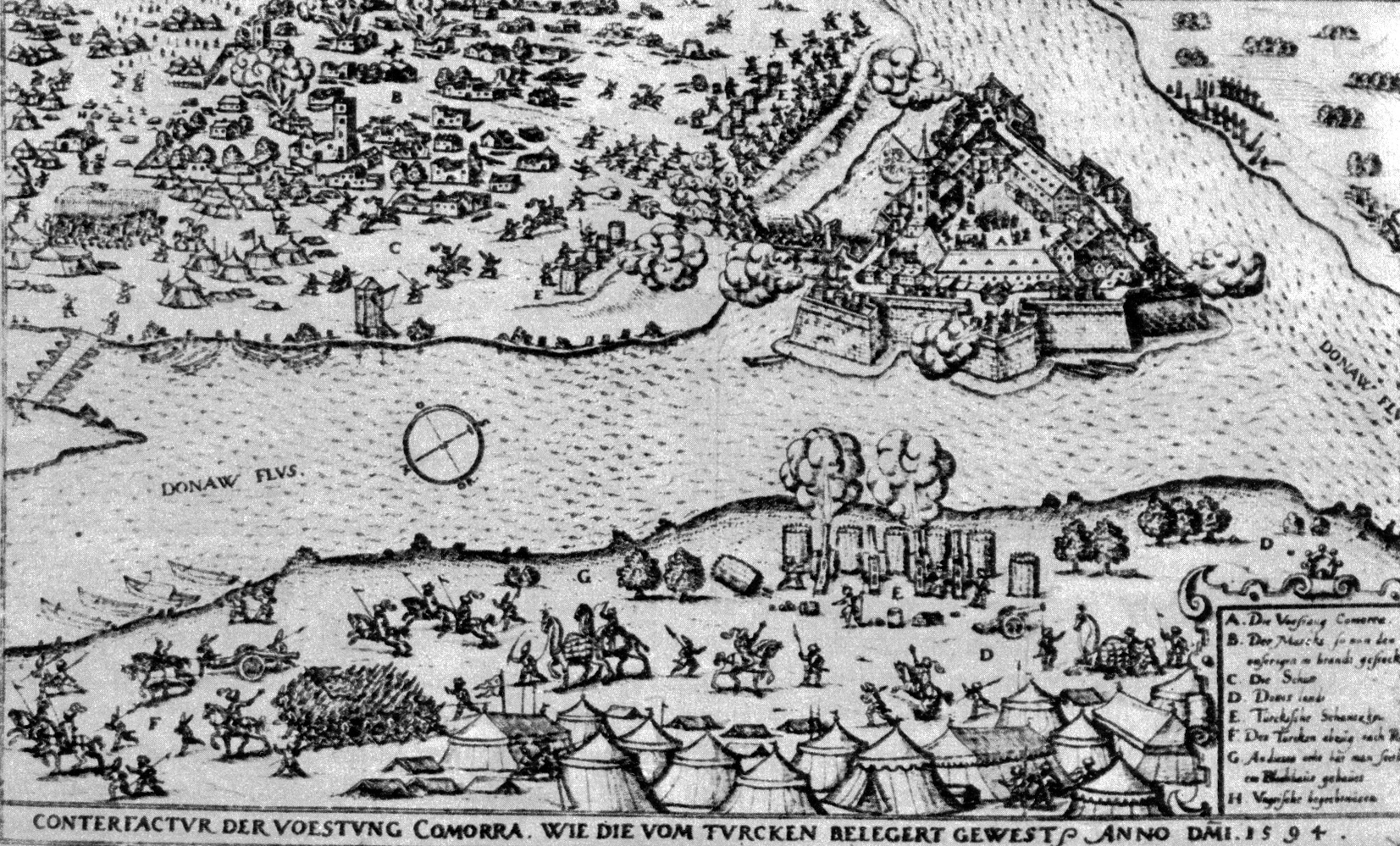
Komárom 1594-es török ostroma, amely a végvári vitézek sikerével zárult

A 15. század második fele volt a város első fénykora. A szabadalmak, melyeket az elöljárók minden trónra lépő királlyal megerősítettek, elősegítették a város fejlődését. Vásárain főként hallal (az itt fogott vizák országszerte híresek voltak), gyümölccsel és mézzel kereskedtek. A Szent András templom mellett Szűz Máriának szentelt domonkos rendi templom és kolostor is működött itt. 1454-ben királyi sókamarai hivatal is létesült. Mátyás király a hagyomány szerint 1465-ben, a husziták elleni hadjárat során járt először Komáromban, és annyira megkedvelte a várat, hogy később reneszánsz palotát építtetett itt. Gyakran vadászott komáromi vadaskertjében (mely a mai kórház környékén volt) és a Csallóközben, Bucentaurus nevű hajója gyakran horgonyzott a komáromi révben. A király 1489 márciusában járt itt utoljára, ekkor adományozta a városnak Várfölde királyi birtokot a Vág bal partján. Uralkodása alatt létesült a királyi naszádosok dunai hajóhada, mely később a török háborúk alatt fontos szerepet töltött be. 1490-ben a király holttestét Bécsből Budára szállító hajóhad először Komáromban állt meg. Mátyás 1490-ben röviddel halála előtt már a királyi várakat is fiának Korvin Jánosnak adományozta, többek között Budát, Visegrádot, Pozsonyt, Komáromot és Tatát is. Korvin János a várat ekkor Nagylucsei Orbánra bízta.
1510-ben II. Ulászló Tatára hívta össze az országgyűlést, azonban a pestis terjedése miatt augusztus 14-én Komáromba tették át a gyűlésezést, mely a dunai szigeten folyt a hónap végéig és számos külföldi követ is részt vett rajta a magyar főurak mellett. Ekkor Korlátkövi Osvát volt a várnagy, őt Poki Antal követte. I. Ferdinánd is országgyűlést hirdetett 1526-ban Komáromba Szapolyai koronázásakor.

## A török és a kuruc háborúk idején

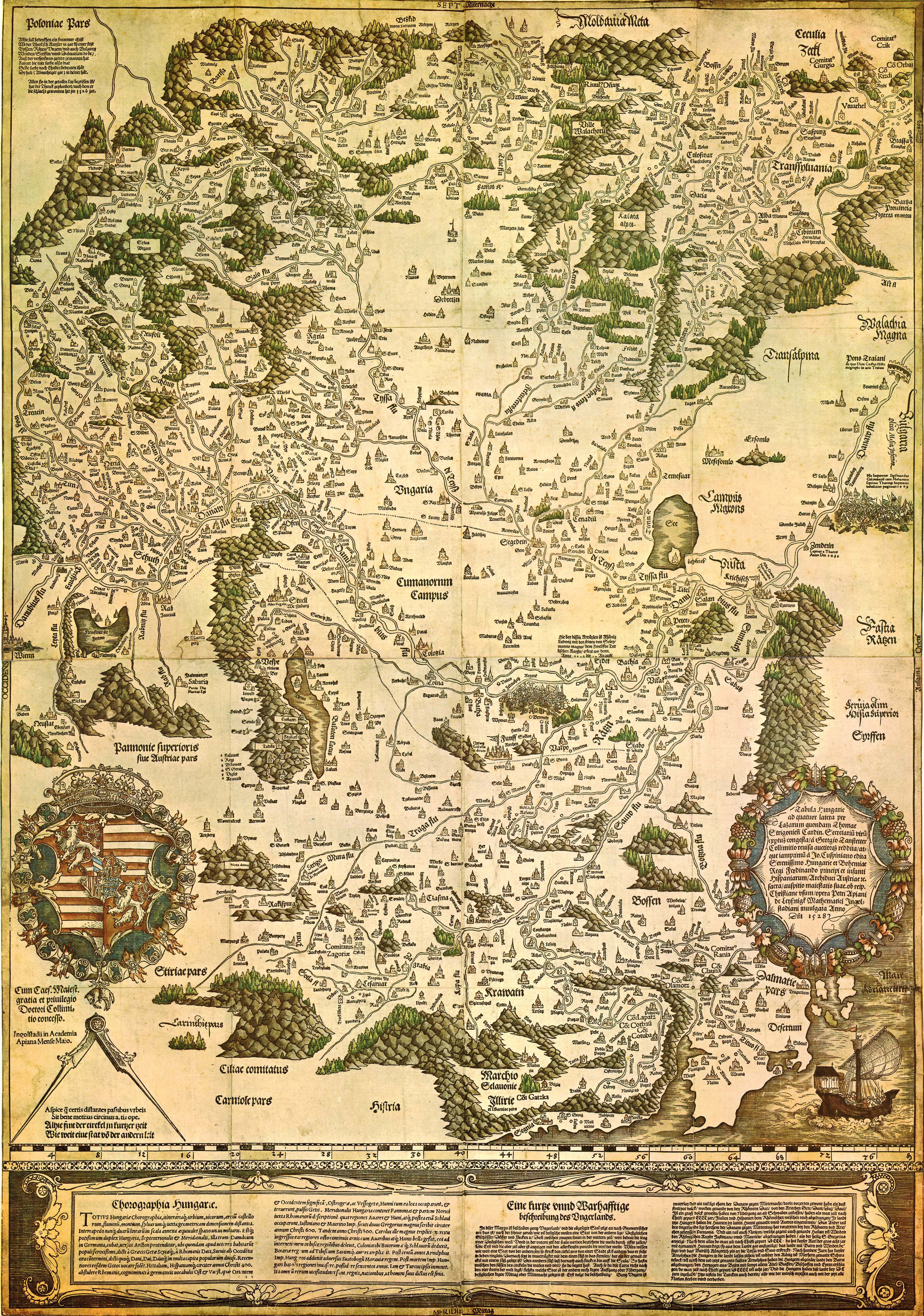
A város az 1528-as Tabula Hungariae-n
A város Antonio Salamanca 1548-as térképén
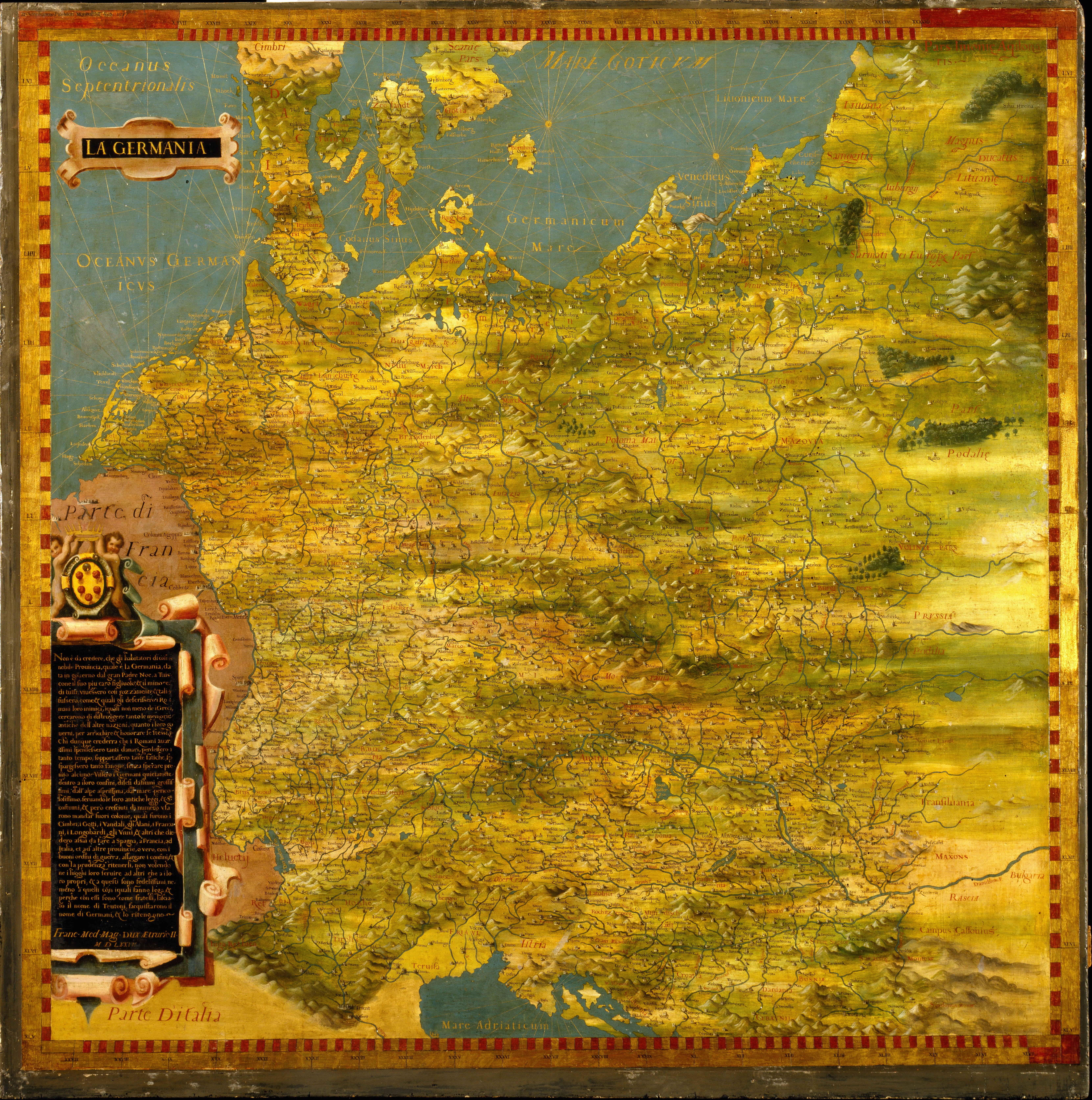
Komárom az 1577-es firenzei térképen

A mohácsi csata után ismét előtérbe került Komárom várának hadi jelentősége. 1526 novemberében Szapolyai János vezére, Ráskai Gáspár foglalta el a várat és a várost. 1527. augusztus 9-én Szapolyai riválisa, I. Ferdinánd bevonult a várba, ahová külföldi (főleg német, olasz és spanyol) zsoldosokból álló őrség került. A vár ezután végig a Habsburgok kezén maradt. 1527-ben Bakics Pál hívására szerb hajósok telepednek le a városban. A következő évben helyreállították az ostromban megrongálódott falakat, és védősáncot húztak a vár és a város közé.
1529 szeptemberében a török támadás hírére a vár zsoldos őrsége elmenekült és a vár egy rövid időre a törökök kezére került. A város (melynek lakói Szapolyai hívei voltak) bírája sikertelenül próbált közvetíteni a törökök és a várparancsnok között. A szultán azonban tovább vonult Bécs ostromára és még az ősz folyamán elhagyta Komáromot, így visszatért az osztrák őrség. 1531-ben Esztergom ismét osztrák kézre került, de mivel a katonák és a sajkások fizetést nem kaptak, így felprédálták az egész környéket. 1532-ben folyami csatára került sor az osztrák csapatok és Szapolyai hajóhada közt, utóbbi győzelmével. Katonai jelentősége azonban egyik fél számára sem volt, mivel Szapolyainak nem voltak mezei hadai Komárom és Esztergom ostromára, míg a Bécs védelmére összegyűlt keresztény sereg nem ment át ellentámadásba. 1538-ban I. Ferdinand Almást, Neszmélyt és Füzitőt a naszádosok kapitányának és vajdáinak elzálogosítja 6293 forintnyi követelésük fejében, ami a naszádos legénység helyi állandó megtelepedését eredményezte.

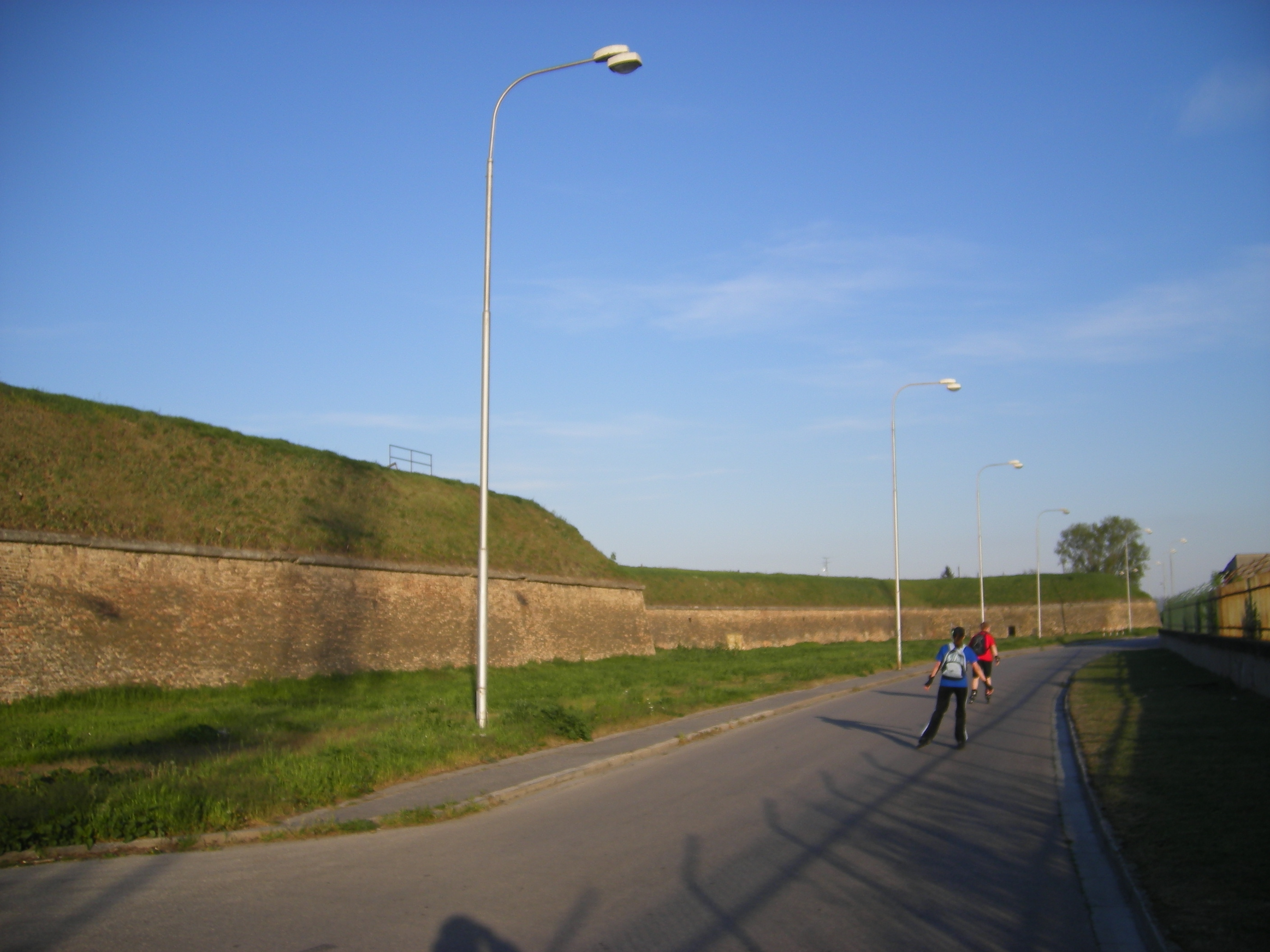
Az Öregvár a 16. században épült

Buda (1541) és Esztergom (1543) elfoglalása után Komárom a végvárak egyike lett. 1542-ben Buda sikertelen ostromát megelőzően augusztusban a sereg egy része Komáromnál vesztegelt. Esztergom török ostromának megkezdését követően Horváth Bertalan hadnagy ügyességének köszönhetően innen is érkezett erősítés, pontosabban 30 hajón élelem, lőpor és 600 katona. Komáromban német és olasz egységek állomásoztak. A komáromi lovasság sikeresen zavarta a törökök hadmozdulatait. Esztergom várát azonban a vízforrás lövetése és elfoglalása után hamarosan feladták. A török elől menekülő esztergomiakat 1543-ban a komáromiak fogadták be. A következő évben elkezdték a kor hadászati követelményeinek megfelelő Öregvár építését, melyet vizesárkokkal és földsáncokkal vettek körül. A város lett a 16. század közepére a naszádosok (vízi hajdúk) fő támaszpontja és ekkortól huszárok is állomásoztak itt. Bár a város polgárai sokat szenvedtek a német várparancsnokok és a katonák önkényeskedésétől, mégis volt bizonyos fejlődés – élénk kereskedelem folyt a törökökkel. A várost (mely a mai Újvár és Anglia-park környékén feküdt) rőzsefonatú földsánc védte két kapuval. A reformáció 1550 körül jelent meg Komáromban és a lakosság nagy része (részben Huszár Gál prédikátornak köszönhetően) már az 1560-as évekre áttért a protestáns hitre. Komárom szerepel az 1577-es firenzei Stefano Bonsignori által festett térképen is Komora alakban. Az 1580-as évek elején Andreas Kielman kapitánysága idején a Komáromnál átutazó kereskedőket feltartóztatták, emiatt a kereskedők a komáromi vámot kerülték. 1581 januárjában az esztergomi oszmánok Komárom vidékéről halászokat hurcoltak el, ami miatt a komáromiak palánk építését kezdeményezték a Duna túloldalán. 1585-ben már védművek is álltak ott, amit a törökök a drinápolyi béke alapján nehezményeztek. 1584-ben a tehetséges Pálffy Miklós lett a komáromi várkapitány, aki sikeresen harcolt a törökökkel, ez az időszak volt a végvári harcok fénykora. Főkapitánysága alatt a komáromi őrség száma jelentősen növekedett, 1585-ben Komáromban 400 német zsoldos, 200 huszár, 4 drabant és 33 naszád volt, Tatán pedig 320 fős helyőrség állomásozott. Ezt Jacques Bongars is feljegyezte. 1587 június 26-án portyára indultak Buda alá, mely azonban rosszul végződvén nagy veszteséget okozott a komáromi katonaságnak. Odaveszett 171 naszádos, 135 német gyalog, 10 huszár és sokan mások a többi végvári vitézek közül. A vértesaljai csata után néhány hónappal azonban fényes revansot vettek. 1588-ban Veit Marchthaler szerint 24 naszád állomásozott Komáromnál. 1592-ben a város szabadalmait megnyirbálták és új kötelezettségeket róttak ki a várbirtokkal szemben.

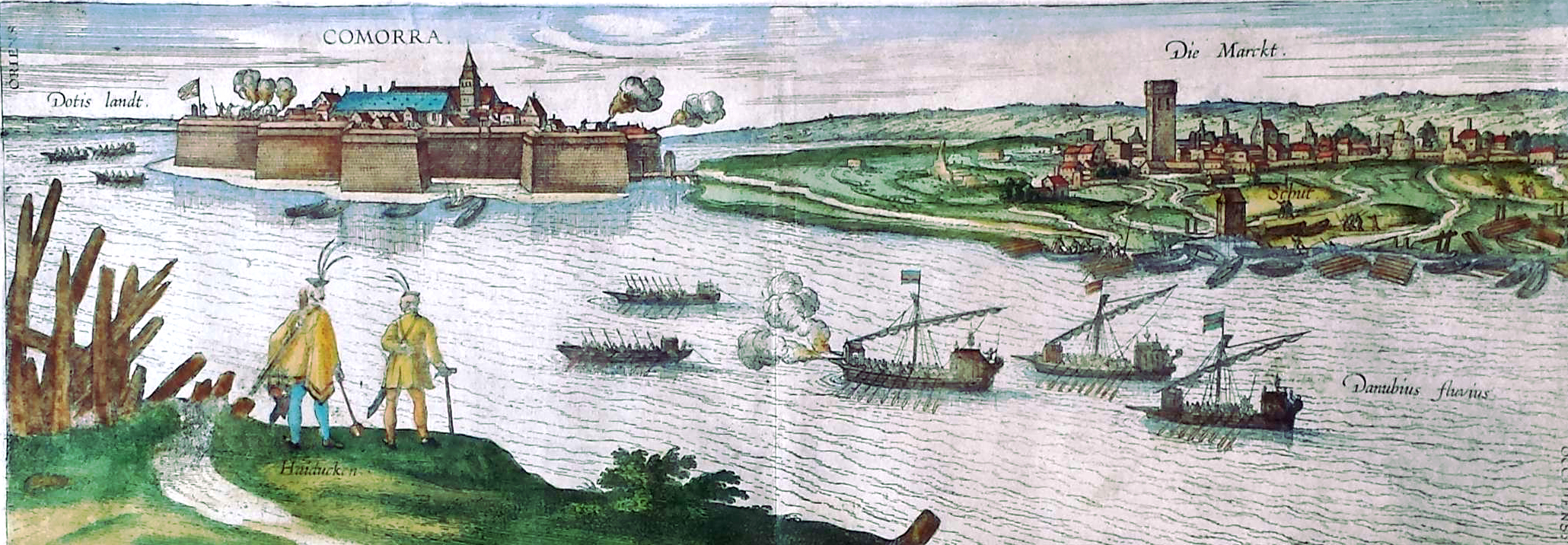
Komárom 1597

A 16. századi város 1594-ben csaknem teljesen megsemmisült. Amikor Szinán nagyvezér Győr bevétele után Komárom ostromára indult, a védők a törökök megérkezése előtt felgyújtották az egész várost és a lakosság Nagyszombatba menekült. Braun Erasmus várparancsnok vezetésével a végvári vitézek egy hónapos hősies küzdelem után megfutamították a százezer fős török sereget. 1595 végén hidat akartak verni hadi célokra, a vár fontos támaszpont volt a keresztény hadak hadjáratában. Hasonló volt a helyzet 1597-ben is.
A város 4 évig lakatlan volt, csak 1598-ban jelölték ki az új háztelkeket és utcákat. A város korábbi helyénél nyugatabbra épült újjá, a Szent András templomnak csak a tornyát építették újjá (őrtoronyként). A vár fontos erősség volt a végvári rendszerben, hiszen ellátó és kiindulópont volt a királyság hadjárataiban 1598-ban (Győr, Tata) és 1599-ben is (Székesfehérvár ellen). 1604-ben a pestisjárvány sok áldozatot szedett a városban, ráadásul a város a következő évben újra leégett, amikor Molart várparancsnok szembekerült a Bocskai-felkelés oldalára álló komáromiakkal. 1605-ben a végvár és az itt szolgáló csapatok fontos szerepet játszottak volna a Bocskai-elleni hadjáratban. Lalla Mehmed oszmán nagyvezír Komárom felé indult, ahol két hidat akart verni. A 16. század végén és a 17. század elején a rác naszádosok és a városi lakosság között feszült volt a hangulat, olyannyira hogy sokan emiatt költöztek el a városból. Délszlávok északabbra települése a tatárok délvidéki teleltetése és a 15 éves háború pusztításai miatt, ekkor már egyértelmű volt (1595-ben például Esztergom egykori királyvárosát Rácvárosnak nevezték), de az hogy például Észak-Bácskából való szervezett áttelepülésük a Pálffy Miklóssal 1598-ban Érsekújvárott kötött egyezség alapján valósult volna meg Esztergom környékére, nem bizonyítható. Folytonos, de ideiglenesnek vélt áttelepülésük a hadi helyzet és a katonaság pusztításainak kényszeréből adódott.

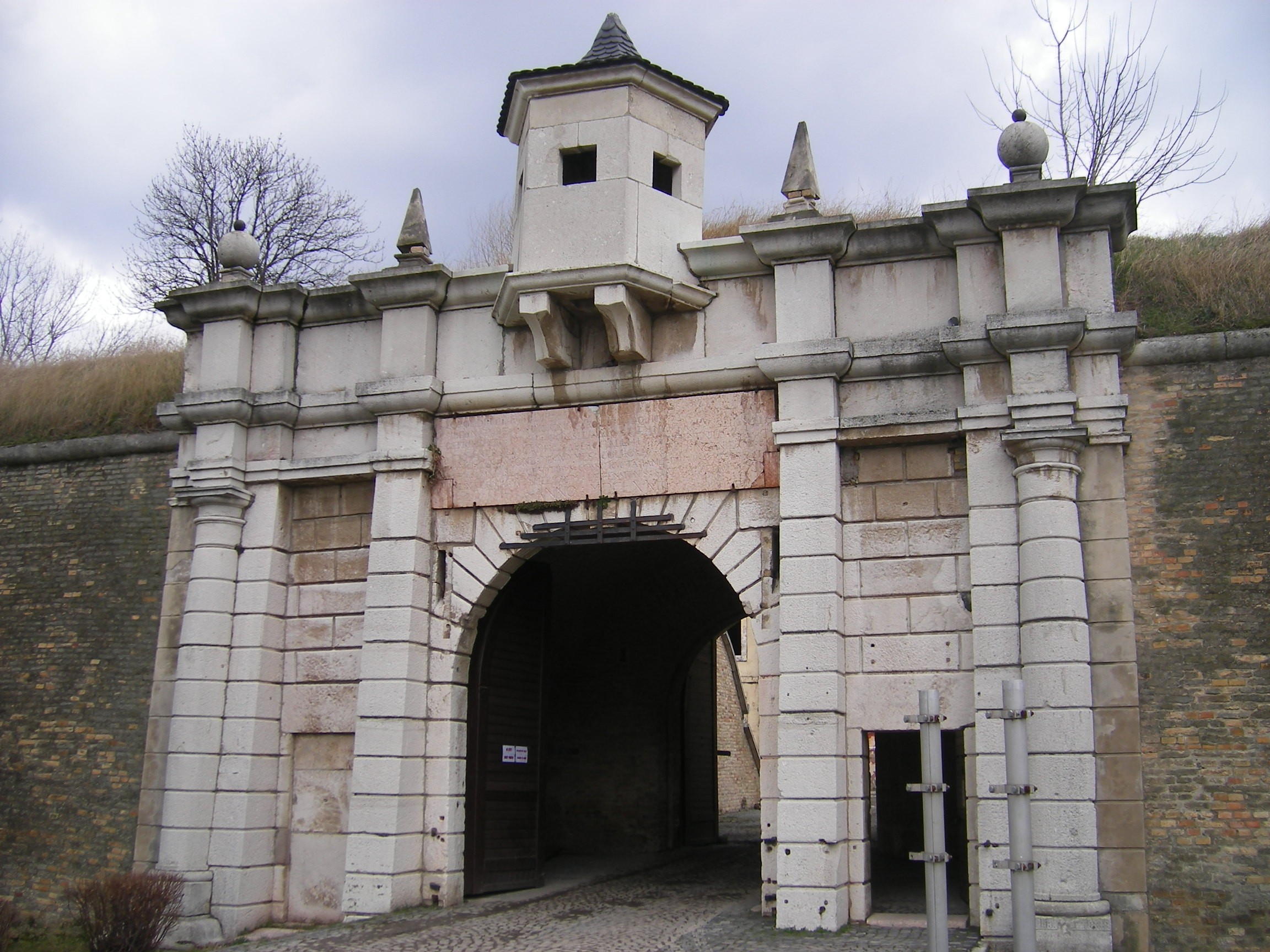
Az Újvár kapuját 1673-ban emelték

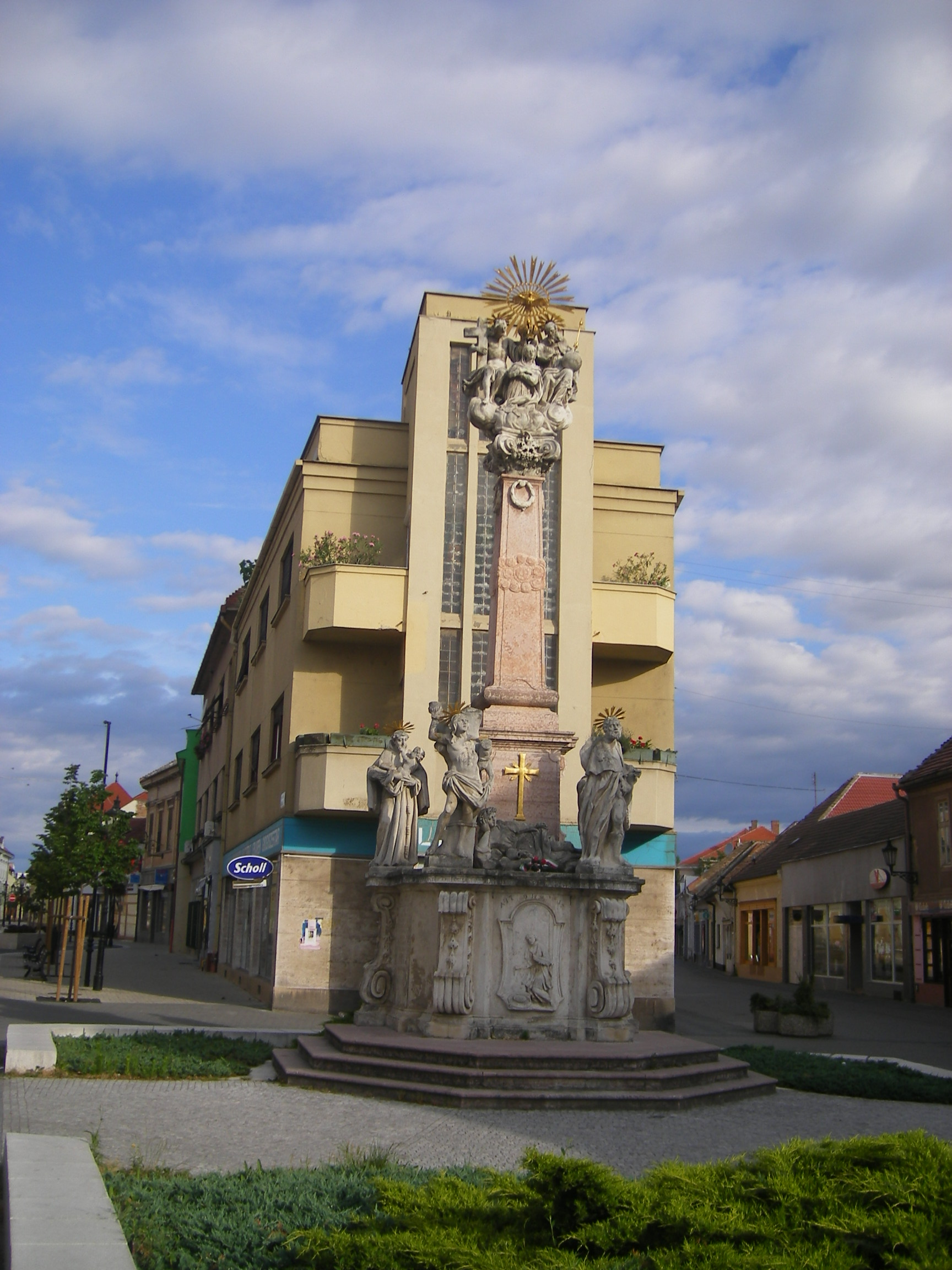
A Szentháromság-szobrot a pestisjárvány után emelték

A 17.-18. században (a szabad királyi városi jogok megszerzéséig) a várost a három rend (polgári, nemesi, katonai) képviselői irányították. A városi tanács (és törvényszék) ülésein a nemeseket a vármegye szolgabírái és esküdtjei, a katonákat a seregbíró és a naszádos vajdák, a polgárokat pedig az évente választott bíró és az esküdtek képviselték.
A bécsi és a zsitvatoroki békekötést megelőző időszakban Komárom újra nagy követjárások színhelye. Folytatódik újjáépítése, 1606-ban pedig megalakul a később országos hírűvé váló református kollégium. 1610-ben Tolna vármegyei menekült jobbágyok telepedtek le a városban, akik sokáig külön közösséget alkottak. 1616-ban a rettegett Reiffenberg Dittrich János várkapitány újabb urbáriummal sújtotta a város lakosságát. Ugyanekkor az esztergomi török is fenyegette a várost. 1620-ban a lakosság a vármegye nagy részét elfoglaló Bethlen Gábor oldalára állt, Reiffenberg pedig a várba zárkózott és felgyújtotta a várost.
1650-ben Puchheim Kristóf tábornagy kapta adományul Komáromot, majd utóda Puchhaim Adolf Erneszt főkapitány lett. 1655-ben a komáromi jezsuita évkönyvek a pestis fellépéséről tettek említést.
1663-ban elesett Érsekújvár, melynek védői szabadon elvonulhattak Komáromba. Ezzel megalakult az újvári ejálet, mely a Mátyusföldön a török erős bázisa lett. Komárom város jelentős részének kisajátításával és lerombolásával járt az új erőd, az Újvár építése 1663-1673 között. A kincstár leromboltatott 61 lakóházat, a városházát, az 1649-ben épített evangélikus templomot; ezzel a város ismét nyugati irányba terjeszkedett. 1668-ban vagy 1669-ben a várost felkereste Edward Browne orvos, utazó is. Szőnyben sok lovat látott. A komáromi várat teknősbékához hasonlította és nagyon erősként jellemezte, négy új bástyával. A belső várban 3 ókori sírkövet látott, melyeket leírt. A város lélekszámát a törökök elől idemenekült bagotaiak és megyercsiek is növelték (utóbbiakról nevezték el a Megyercsi utcát). A megnövekedett várost a Thököly-felkelés idején, 1682-1683-ban sáncokkal vették körül.
1683-ban, a törökök bécsi hadjáratának hírére sok lakosa elhagyta a várost, amit újra felgyújtottak. A katonák dezertálására is volt példa. 1686-ban más központok mellett Komárom 30 szállítóhajót bocsátott a Budát ostromló keresztény sereg rendelkezésére. Komárom megszűnt végvár lenni, a várba több ezer rabot hoztak. Jacobus Tollius 1687-es útja kapcsán írta a városról, hogy olyan élénk és víg élet uralkodik itt, mintha szűntelen lakodalmaznának, ami a katonák életvitelével függhetett össze. Műve illusztrálására Komárom várának metszetét is közölte. 1692-ben a város lakói I. Lipóthoz fordultak kiváltságaik felújításáért, de ezt nem sikerül elérniük.
A Rákóczi-szabadságharc idején Komárom a császári hadak gyülekezőhelyévé vált. 1703-ban csak hosszas tárgyalások és jelentős ajándékok fejében sikerült elkerülni azt, hogy a kurucok megostromolják a várost. Bár a komáromiak túlnyomó többsége kuruc érzelmű volt, a vár ágyúit a városra szegező osztrák várkapitány megakadályozta a város kapuinak megnyitását. A Trencséni csata után a császáriak elfoglalták Nyitrát, majd a Csallóközbe húzódtak.
1710 januárjától a terjedő pestisjárvány több ezer halálos áldozatot követelt a városban (csak 1712-ben szűnt meg végleg). Ennek emlékére állították később a Szentháromság-szobrot.

## A város második fénykora
A török háborúk és Habsburg-ellenes felkelések végével a korábban nagy hadászati jelentőségű város az országszerte meginduló újjáépítésnek lesz a központja és gyors gyarapodásnak indul. A fellendülő fakereskedelem (a Vágon úsztatták le a faanyagot a felvidéki vármegyékből), a hajóépítés és a folyami kereskedelem gyors gazdasági növekedés alapja lett. 1715-ben 8321 lakosa volt Komáromnak, ezzel Magyarország 5. legnépesebb városa volt (Brassó, Buda, Kolozsvár és Nagyszeben után). 1720-ban már 10 420-an lakták. 1751-ben a naszádosok (akkori nevükön: sajkások) állomáshelyét a déli határvégekre helyezték át, nagy részük azonban letelepedett a városban. A nemzetiségi összetételt a német iparosok és a szerb kereskedők letelepedése csak kis mértékben módosította.
A város polgárai, kiknek gyarapodásából a várkapitányok jelentős hasznot húztak, minden követ megmozgattak, hogy visszaszerezzék korábbi jogaikat. 1743-ban (miután 14 ezer forinttal megszerezték a várparancsnok pártfogását) ismét kérvényezték a szabad királyi városi jogállást, melyet Mária Terézia 1745. március 16-án kelt oklevelével meg is szereztek (a procedúra összesen 71,5 ezer forintjába került a városnak). Az oklevél alapján 1751-ben iktatták be Komáromot a szabad királyi városok közé (ezzel részvételi jogot az országgyűlésen, adómentességet a nemességnek és pallosjogot szerezve).
A város fejlődése ezután tovább gyorsult, az 1750-es években már barokk stílusú városkép alakult ki. Súlyos károkat okozott az 1763. június 28.-i földrengés, melynek során 63-an vesztették életüket. A város valamennyi temploma összedőlt, a vár is megrongálódott. A következő két évben kisebb rengések követték, de ezek már nem okoztak komoly károkat. Az újjáépítést segítette az egész birodalom területén folytatott adománygyűjtés.
1767. május 16-án három óra alatt 256 ház égett le a Pihegő utcában támadt tűzvészben. Ezt 1768-ban és 1777-ben újabb tűzvészek követték. II. József 1768 áprilisában és júniusában is felkereste a várost. 1783. április 22-én újabb súlyos földrengés sújtott le Komáromra, mely 500 épületet rombolt le. A vár (melynek az előző évben már a leszereléséről döntöttek Bécsben) ismét súlyosan megrongálódott. II. József a város elöljáróival azt az óhaját közölte, hogy a Duna déli (jobb) partján építsék újjá Komáromot, de a városi tanács és a lakosság az elképzelést egyaránt elutasította. A földrengés nyomait hamar eltüntették és ismét fellendült a kereskedelem, a kézműipar és a kultúra (ekkoriban indította meg az első magyar tudományos folyóiratot, a Mindenes Gyűjteményt). Péczeli József személye körül megalakul a Komáromi Tudós Társaságnak nevezett vidéki kör. 1780-ban 11 007, 1787-ben 12 067 személy lakott Komáromban. A Türelmi rendelet lehetővé tette a református (1787) és az evangélikus templomok (1798) felépítését, valamint a református akadémia újjáalapítását 1796-ban.
Vályi András 1796-ban kiadott geográfiai szótárában így ír a városról (részlet): „KOMÁROM. Comaronium. Komorn. Komárnó. Szabad Kir. Város Komárom Vármegyében, fekszik Clalóköz Szigetének leg álsó végénél, Duna vize mellett, Vág vizének, és a’ kis Dunának a’ nagy Dunába való öszve folyásánál, Érsek Újvárhoz két, Győrhöz hat, Budához pedig 11 posta mértföldnyire, lakosai leg inkább Magyarok, Németek, és Rátzok, katolikusok, és reformátusok. Nevezetét vette Bonfin szerént a’ régi Scithiai Komároktól, ’s középszerű helység vála mintegy 1459dik esztendőig. MCCCXVIIdikben Tamás Érseknek ajándékozá I. Károly király, de annakutána 1330dikban tsere által a’ K. Kamarának birtokába jutott. 1365dikban pedig a’ Zsidóknak birtokokba esett, és abban is maradott 1383dik esztendőig. Nevezetesíttette először hajdani régi erőssége, azután pedig MÁTYÁS Király által egészszen újj fénybe öltöztetett: ugyan is azon kivűl, hogy népesedését királyi hatalommal eszközlötte, mulató, és vadas kertet is építtetett itten; sőt újjabb Várának, ’s erősségének is szerentsés következéseit MÁTYÁS Királynak köszönheti. Nevezetesítette továbbá László Királynak 1440dikben itten lett szűletése, ’s még inkább az újjabb Vára, melly egész Európában nevezetes lehet. Öregbítette annakutánna e’ Várat I. FERDINÁND Tsászár 1550dik esztendőben, LEOPOLD pedig tökélletességre hajtott, a’ mint a’ fel íratok erőssítik. Épűlt ez a’ Vár Vág vizének a’ Dunába való folyásánál a’ Királyi Várostól mint egy két ezer lépésnyire, ’s két részekre osztattatott a’ régi egy kőfallal vala erősítve; az újjabb pedig sokkal nevezetesebb. Három hídon esik a’ Várba való bé menetel, ’s a’ régiben, melly sokkal kisebb egy kisded Kápolna, Kaszárnya, és egyéb épűletek valának; mint hogy pedig az 1763dik, és 83dik esztendőbéli nagy föld indúlás által nagyon meg rongáltattak, lakók nélkűl vagynak: a’ nagyobb, de újjabb Várban ellenben, ’s Szentegyházon, ’s a’ Vár Kapitányának lakó helyén kivűl, egy nagy élet tárház is van, és egy Katonák Ispotállya. Minthogy ez a’ Vár még osha sem jutott az ellenségnek birtokába, azért mutatta egy emlékeztető oszlop, Szűz személynek képében, jobb kezében koszorút tartván, bal kezével, a’ nagy újját, öszve vontt újjai között a’ Vág vize felé lévő bástyán, hogy ez által maga szűzességét példázza. Nem kevés szégyennel, és boszúsággal költözött vala el innen Zinan Bassa is, Követőivel egyetemben, mint hogy a’ Várnak birtokához nem juthatott. Illy igen példás sérelem nékűl való állapotyában, maradott vala ez a’ Vár egész 1763dikig, de 28dik Juniusban nem tsak a’ Vár; hanem még a’ Királyi Város is, az irtóztató földindúlás által el annyira meg rongáltatott, hogy nem tsak az erősségnek némelly falai ledűlledezének; hanem még a’ Tornyok, és Szentegyházak is le omladozának, sok külömbféle épűletekkel egyetemben, ’s más épűleteknek töredékei alá temettettek. Azután is károsíttatott vala e’ Vár, és K. Város a’ föld indúlások által; de okozattyai nem annyira veszedelmesek valának. A’ Vár, és a’ Város között van jobbra a’ Királyi Sóház, balra pedig a’ Katonai sütő, és liszt tárház.[...]” 1807-ben a város gazdag hajótulajdonosai megalakították Magyarország első biztosító társaságát.
A napóleoni háborúk hatására 1807-ben megkezdődött a vár helyreállítása és bővítése. 1809-ben I. Ferenc és udvara is itt talált menedéket, és július 28-án a császárné is ide érkezett. Felismerve a hely jelentőségét, az uralkodó itt határozta el az erődrendszer kiépítését, melynek feladata akár 200 ezer katona befogadása lett volna. 1809-ben, amikor Napóleon csapatai Győrig nyomultak előre, a hátráló osztrák-magyar seregrészek Komáromnál gyülekeztek és a vár védelmére rendezkedtek be. Ekkor kezdődött meg a József nádorról elnevezett Nádor-vonal építése is. Az erődrendszer bővítése és felújítása a békekötés után folytatódott és a 19. század első felében folyamatosan tartott. A katonaság által kisajátított területek után a város jelentős kártérítést kapott. 1818. szeptember 25-én ért próbaútja végállomására Komáromba Bernhard Antal gőzhajója, mely valószínűleg az első közlekedő gőzhajó volt a Duna ezen a szakaszán.
A várost számos elemi csapás érte: 1809-ben, 1811-ben és 1838-ban árvizek pusztítottak; 1822. február 18-án földrengés, 1823. április 17-én pedig (a Kúria városrészben) tűzvész okozott súlyos károkat. 1824. október 14.-én a császár 2 millió ezüst forintot adományozott a városnak a tűzvész által károsodottak megsegítésére. Az 1831 augusztusában és szeptemberében pusztító kolerajárvány 692 személy életét követelte.
Az 1820-as években, igen nagy fejlődésnek indult a város; az utak javítása és kiépítése, a város nagy részének az árvíz ellen oltalmazása, a földalatti csatornák építése, és a kertek kialakítása, mind a város szépítésére történt főként Amtman József (1781-1852), Komárom főbírói tevékenysége alatt. Amtman József fő segítői, akik a város modernizálását szintén szorgalmazták, felsőeőri Osvald Jakab (1764-1826), Komárom város szenátora, a Komáromi vár kapitánya (néhol "felsőeőri Oswald Jakab"), és László Károly, a város hadnagya voltak.
Az 1840-es években Komárom még mindig az ország legjelentősebb városainak egyike, jelentős gabonakereskedelemmel. 1847-ben 20 660 lakosa volt, 1325 polgári és 400 nemesi ház (utóbbiak 72 nemesi telken) állt itt (igen magas volt a nemesek arányszáma). A virágzó várost az 1848 szeptemberében pusztító tűzvész és az 1848–49-es forradalom és szabadságharc során itt lefolyt harci cselekmények évtizedekre visszavetették a fejlődésben.

## Az 1848–49-es forradalom és szabadságharc alatt
Bővebben lásd: Komárom ostroma (1848–49) és Komáromi csaták

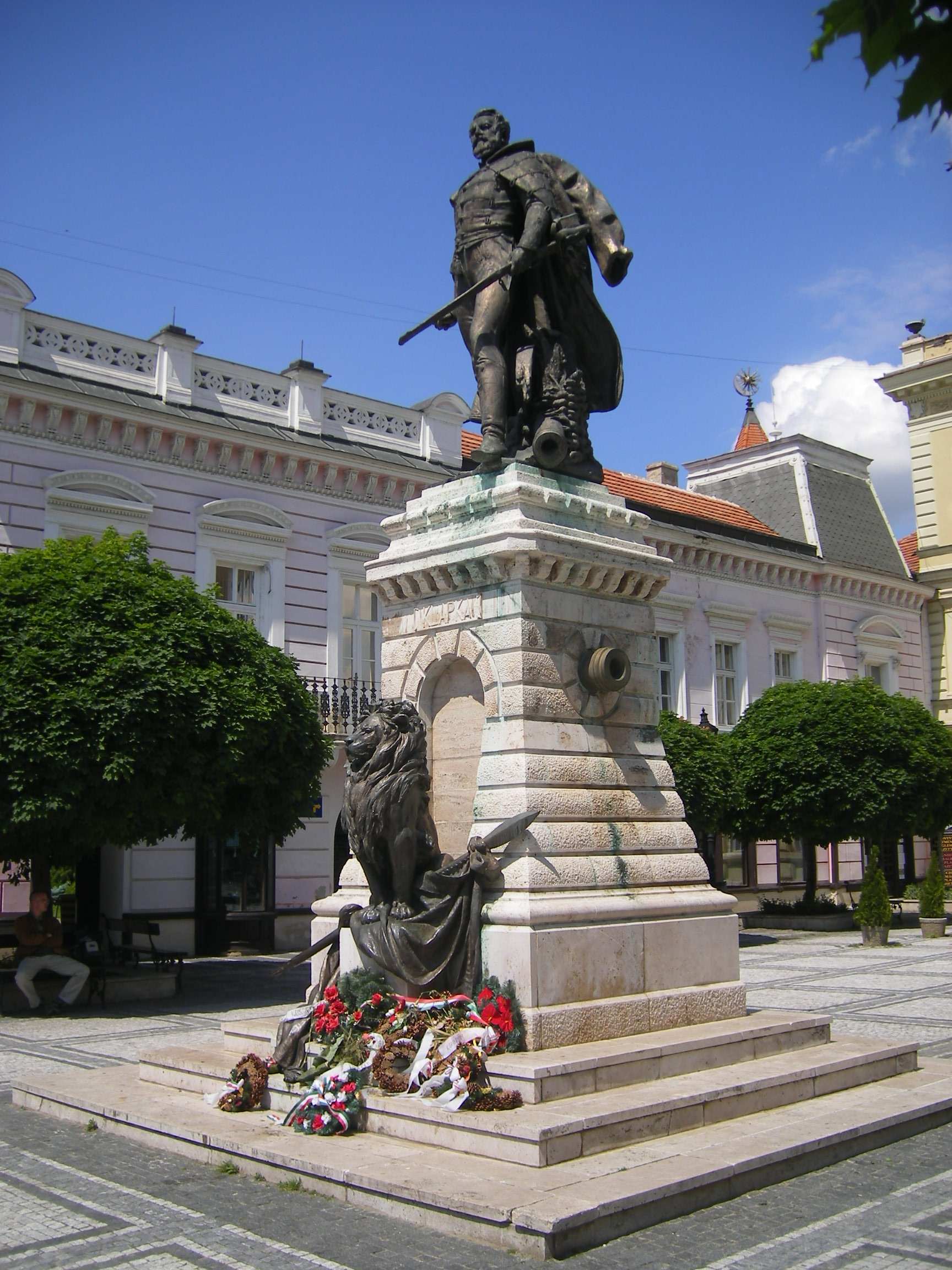
A komáromi vár parancsnokának, Klapka Györgynek a szobra

Komárom földrajzi fekvésénél fogva aktívan részt vett az ország politikai vérkeringésében. Az 1848. március 13.-i bécsi forradalomról már másnap délután hírt szereztek a városban, az itt kikötő gőzhajójárat lévén. A városi magisztrátus 19-én kihirdette a sajtószabadságot, a Habsburg-sas levételét a városháza tornyáról, valamint a forradalom vezetőit díszpolgárrá nevezte ki. Április elején Ladányi Dániel vezetésével megalakult a nemzetőrség, mely a megyeház udvarán tartotta gyakorlatait.
1848. szeptember 17-én Mórotz Jánosné Megyercsi utcai házában délután 1 órakor tűz ütött ki, mely az erős szélben egy óra alatt átterjedt a belvárosra is. A város kétharmada leégett, a Szent Rozália templom és a református templom kivételével valamennyi templom és a kis-dunai fahíd is a tűz martaléka lett. A tűz Újszőnyre is átterjedt. Komárom lakói 1,2 millió forintnyi kárt szenvedtek. A magyar képviselőház szeptember 21-én 300 ezer forint kamatmentes kölcsönt szavazott meg a városnak. Komárom irányításában fontos szerepet játszott a magyar kormány teljhatalmú megbízottja, a kormánybiztos. Az első kormánybiztos a szeptember 20-án kinevezett Halassy Ede alispán volt, akit 1849 januárjában Puky Miklós váltott fel.
1848. november 11-én kolerajárvány kezdett el terjedni, mely 549 áldozatot követelt. A várost 1848 decemberében vették körbe az osztrákok ostromgyűrűvel, ezzel kezdetét vette Komárom ostroma. Az védelem kiépítésében nagy szerepe volt Johann May hadnagynak.
1849. január 22-én jeges ár pusztított a Vág-Dunához közel eső utcákban, számos család maradt hajlék nélkül. Január 9-én Mack József tüzérőrnagy megjelentette a Komáromi Értesítő című lapot, melyet július 11-én a Komáromi Lapok váltott fel. Ezek a lapok a forradalmi sajtó szerepét játszották a városban és a Komáromi Lapok a vár feladásáig megjelent. A propaganda sajtó szerint az élelem nagy készletei mentek tönkre a téli hónapokban.
Március 20-án megkezdték a várat ostromló császári seregek a város egy hónapig tartó bombázását, melynek során a katonai célpontok mellett a lakónegyedeket is lőtték. A lakosság nagy része a Rozália-téren, a Vág-Duna-soron, illetve Izsán keresett menedéket, majd a város északi szélén, a Cigány-mezőn alakítottak ki ideiglenes sátor- és bódétáborokat. Sokan a Nádor-vonal kazamatáiban húzódtak meg. A nincstelenekről a várparancsnokság gondoskodott. Március 29-én találat érte a református templomot, melynek tornyából addig a Duna déli partján állomásozó osztrákok megfigyelése folyt.
1849 áprilisában a Nyitra és a Zsitva is kiöntött, megkönnyítve a város védelmét, de egyben lassította felmentő sereget is, hiszen a gyalogságnak a vízben kellett gázolnia. Az árvíz is nagy károkat okozott. Az április 20.-ig tartó Ács felőli bombázások során szinte az összes jelentősebb épület elpusztult, melyet a szeptemberi tűzvész megkímélt. Klapka és Damjanich szállásait a Rozália téren a későbbi városrendezés tüntette el. Görgeyt a Vágdunasoron ápolták, de mára már ezt a házat is elbontották.
A harci cselekmények és a sorozatos elemi csapások következtében a lakosság nagy része elköltözött a romokban heverő városból. A maradók között nagy volt az elkeseredés és drágaság volt a városban. 1849. december 22-én a császári hatóságok elégették a lakosságtól kártalanítás nélkül elkobzott 1,5 millió forintnyi papírpénzt, ami tömeges elszegényedéssel járt.

## 1850-1918 között

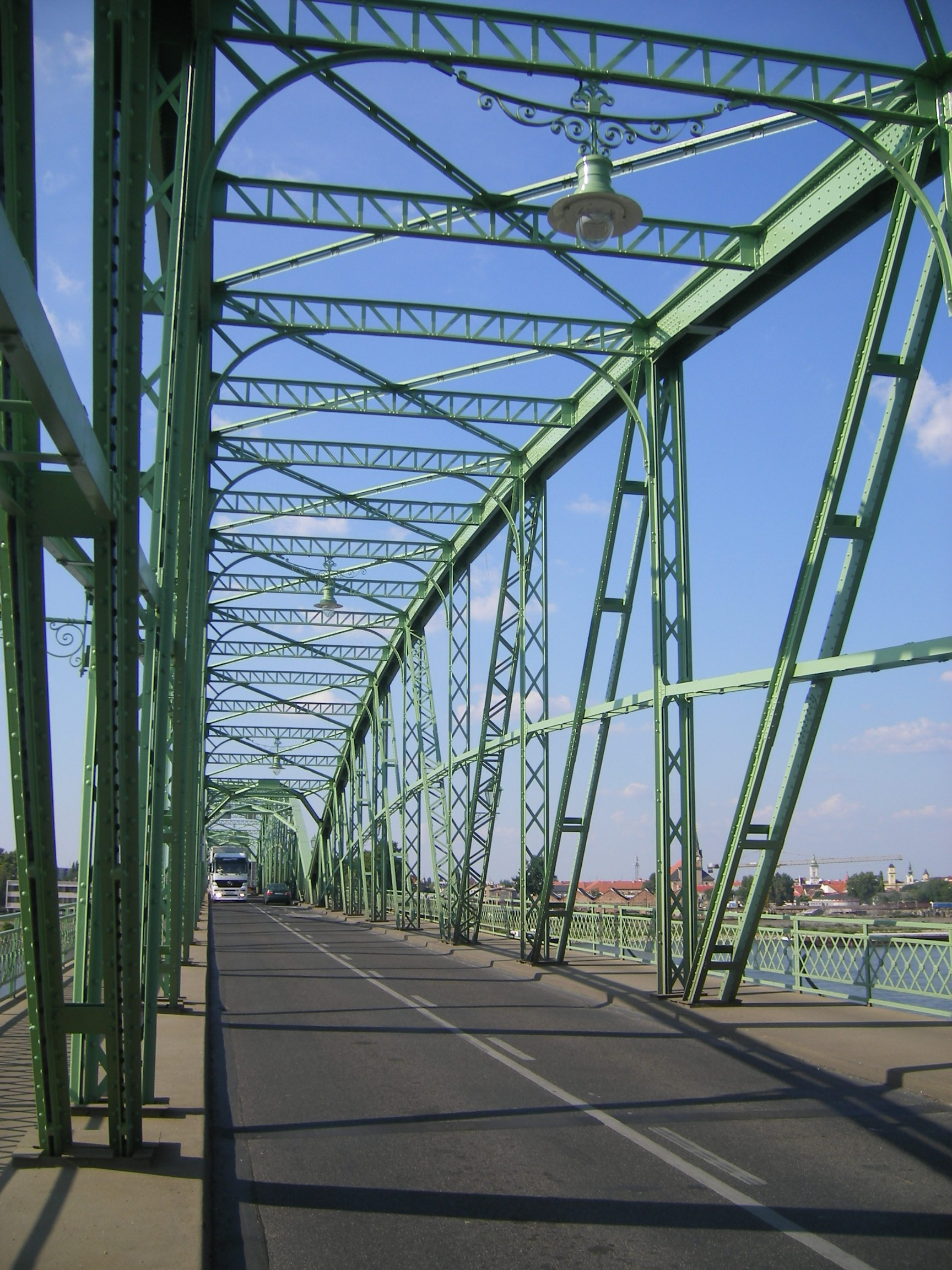
Az Erzsébet-híd 1892-ben épült

A szabadságharc befejezése után, 1850-1877 között befejezték a komáromi erődrendszer kiépítését, ekkor épült a Vág-vonal, a Monostori-erőd és utolsóként az Igmándi-erőd. Komárom a Monarchia egyik legnagyobb garnizonvárosává vált, a Nádor-vonal előtt széles sávon megtiltották az építkezést. Az állandó hidak és a vasútvonal hiánya szintén késleltette a fejlődést. Az újabb elemi csapások (1850 és 1876 februárjában jeges árvíz; 1858 júliusában tűzvész; 1866-ban és 1873-ban pedig kolerajárvány pusztított) is hozzájárultak az újjáépítés lassúságához és ahhoz, hogy Komárom más városokhoz képest lemaradt a gazdasági fejlődésben. Az 1850-es években 150 ezer forint kölcsön segítségével állították helyre a károkat, az újjáépült házakat cseréppel fedték be és megtiltották a házi szalma- és szénatárolást (így keletkeztek a város északnyugati részén a gazdák szérűskertjei). A város beépített területe a mai Temető sor, Kisér sor, Nagyér sor vonaláig húzódott.
A 19. század közepén Fényes Elek ezt írja róla (részlet): „Komárom, németül Comorn, magyar királyi város, Komárom vmegyében, Budától nyugotra 6 4/16, Győrtől keletre 3, Uj-Szőnytől, melly ut. postája, 5/16 állomásra. Fekszik a Duna bal partján, a Csalóköz legvégső csucsában, hol t. i. a Vágduna az öreg Dunába ömlik, lapályos róna vidéken. Határa kiterjed 4107 holdra, mellyből a városerősités 520 4/12 holdat foglalt el. Erdeje a városnak ugyszólván semmi sincs, s a vizenyős helyekkel körülvett szigetek és félszigetek összesen 144 holdat, 455 négyszögölet foglalnak el, és csak lágy fát és rőzsét teremnek, ritkásaik kaszállóul használtatván. Szántófölde jó minőségü fekete föld, csakhogy felette kevés, miután a polgári kézen levő szántóföldek 661 hold 100 négyszögölnél többre nem terjednek; ezenkivül a városi major és veteményes telkek 109 holdat 379 négyszögölet foglalnak el. Legnagyobb figyelmet érdemel az öreg Dunának, melly itt győri Dunának neveztetik, kis és nagy ága által képeztetett, s épen a város aljában terülő szigete, melly a gőzhajói kikötőn, sétatéren, s rakodóhelyeken kivül 122 hold 1037 négyszögölnyi területen, szép gyümölcsös és mulató kertekkel dicsekszik. A legelő szinte vizenyős, s jobban használható része 500 hold körül terjed. Telekkönyv ezelőtt Komáromban nem volt. A város áll a várból, várerősségből, és a tulajdonképeni városból. A vár keleti részén van a városnak, épen azon sarkán, hol a Vág-Duna az öreg Dunába szakad, és igy három oldalon viztől vétetik körül, a várostól faültetvényes sétahely által választatván el. A várerősség, az ugynevezett nádori vonalak, nyugoton az öreg Dunánál kezdve, éjszaknak egész keleten a Vágh-Dunáig körülveszik a várost, ugyhogy ez három felől vár és erősség által körülvéve áll közepett, s csak déli része levén nyiltan alsó részen az öreg Dunára, felsőn a győri kis Dunára. A vár ismét elosztatik ó és uj várra. Az ó-vár épen a vizek sarkánál, áll belülről négyszögre, körül földszint épült nagy laktanyákból, ugyanitt vannak sütőkemenczék és éléstár; kivülről az épületeket széles sánczok, kőbástyák, és tetejökön földbástyák védik. Az ó-vártól nyugotra csak egy széles sáncz által választatik el az új-vár, hová nagy felvonó hid viszen által. [...] E vár város felé eső része két felnyitható hosszu sánczhidon át kaput nyit a városi főtér felé, hova fasoros sétaut vezet; a vár és város közt egyébkint is fákkal kiültetett sétatér fogván helyet. A belső hidfőtől bemenet balra a széles sáncz fölött a vár nyugoti sarkán, a kőbástyában, épen az őrtorony alatt kőből kifaragva látható egy szűzalak, jobb kezében koszorut tartván, baljával ruháját fogja, s alatta négyszegü góth betükkel e felirás áll: Necarte. Nec marte. [...] Végre a vár harmadik része az uj nádori vonal, melly miután a vár 1808 óta több izben erősittetett, terv szerint Komáromot kő- és földbástyákkal vonandja körül a Csalóköz felől, s már nagyobbára be is végeztetett. – Egy szóval Komárom az egész osztrák birodalomnak legfontosabb erőssége, s ez a legutóbbi magyar forradalomban is bebizonyult. Mi a várost illeti: ez a vár két izbeni megszállása és ostroma következtében, nagy pusztulást szenvedett, nagy része leégett vagy leromboltatott, annyira, hogy jelenleg alig ismerhetni azon Komáromra, melly 1848-ban állott. Utczái keskenyek és rendetlen menetelüek. [...]”

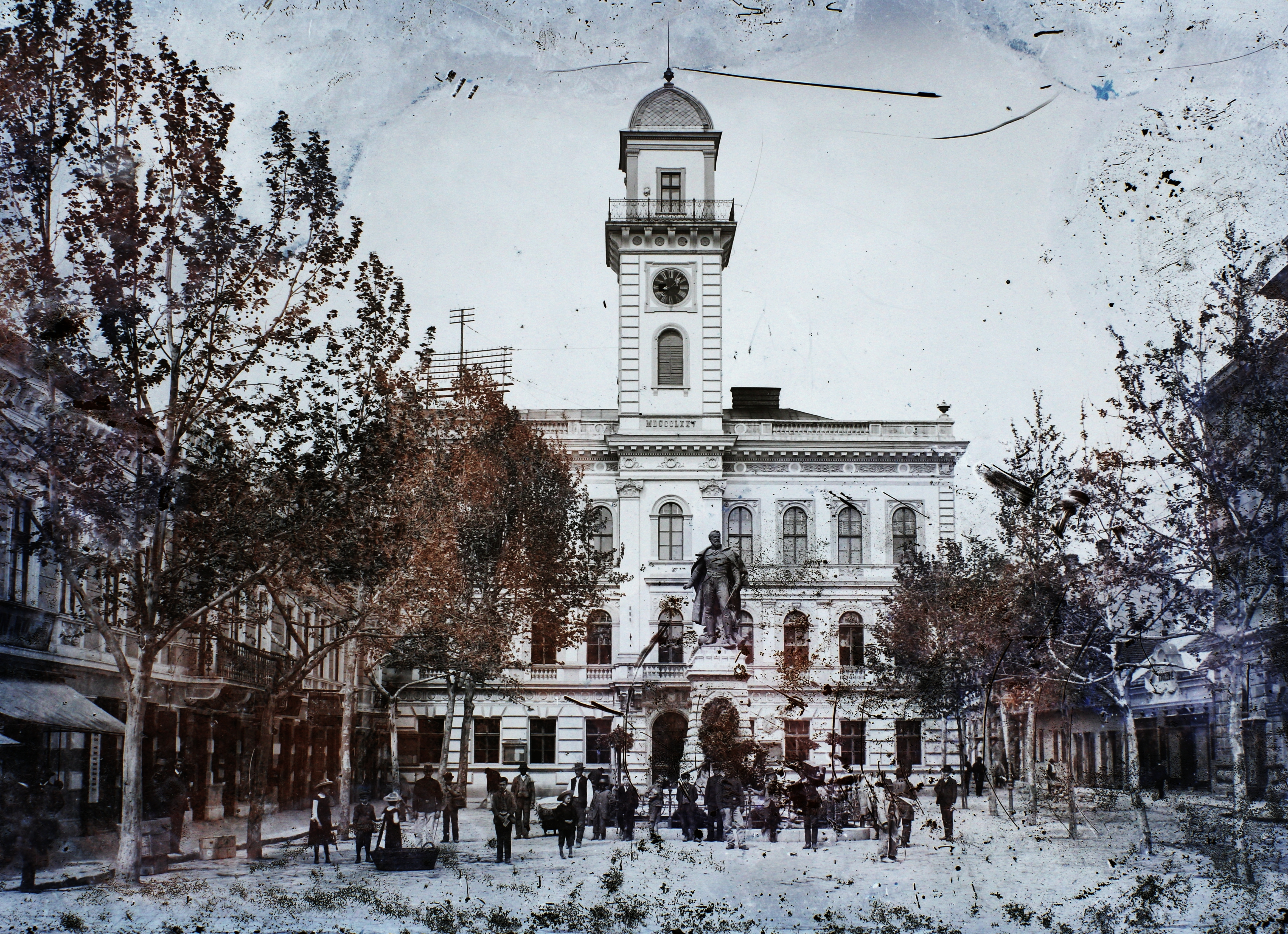
Klapka tér

1884-ben a Duna jobb partján megépült a Budapest-Győr vasútvonal, melynek Újszőnyben volt az állomása, amit 1892-től dunai vashíd kötött össze a várossal. 1896. július 1-én Újszőnyt (a mai magyarországi Komárom elődjét) Komáromhoz csatolták. 1896-ban felavatták Klapka György szobrát. 1898-ban a kis-dunai vashíd is felépült. 1896-ban megnyílt a csallóközi, 1910-ben pedig az érsekújvári vasútvonal is, 1913-ban megépült a Vág-Duna első állandó hídja. 1914-ben a gútai vasútvonalon is megindult a forgalom.
Az iparosodás kezdetben a déli parti városrészben összpontosult (fűrésztelep, lenfonó és selyemfonó gyár is létesült itt). 1898-ban az Erzsébet-szigeten megkezdte működését a hajógyár, 1901-re felépült a gázgyár, 1902-ben pedig a városi vízmű. Az első világháború hadiiparában fontos szerepet játszott az 1908-ban alakult tölténygyár, mely akkoriban 3-4 ezer munkást foglalkoztatott. A háború után dohánygyárrá alakították át.
A községi elemi iskola 1869-ben kezdte meg működését, 1861-től zeneiskola is működött. 1883-ban iparostanonc-iskola, 1892-ben polgári leányiskola, 1896-ban polgári fiúiskola, majd 1901-ben földművesiskola (Gadócon) alakult. Az osztrák önkényuralom a református kollégiumot 1851-ben megszüntette, a bencés gimnáziumot pedig négyosztályos algimnáziummá fokozta le, csak 1908-ban vált főgimnáziummá.
A városnak gazdag kulturális élete volt, számos egyesület működött (zárójelben megalakulásuk éve): Komáromi Dalegyesület (1863), Torna- és Tűzoltó Egylet (1872), Iparossegédek egylete (1876), Munkás Betegsegélyző Egylet (1876), Komárom Vármegyei Történeti és Régészeti Egylet (1886), Komáromi Ipartestület (1888), Katolikus Legényegylet (1896), Jókai Közművelődési és Múzeum Egyesület (1911). Az 1890-es években alakultak meg az első szakszervezetek és a helyi szociáldemokrata párt. Számos lap jelent meg Komáromban (ezek közül legjelentősebb a vármegyei lap, az 1880-tól folyamatosan megjelenő Komáromi Lapok volt), több nyomda is működött.
Az 1870-es évektől átalakult az utcakép, a belvárosban kiépítették a csatornázást és a kockaköves burkolatot, 1878-tól utcaseprőket alkalmazott a város, 1869-től petróleum, 1901-től gázvilágítás működött. 1886 szilveszteréig a közrendre a bakterek (10) ügyeltek, ekkor alakult meg a városi rendőrség. Az 1880-as években az utcanevek nagy részét megváltoztatták és süttői vörösmészkő utcanévtáblákat helyeztek el.

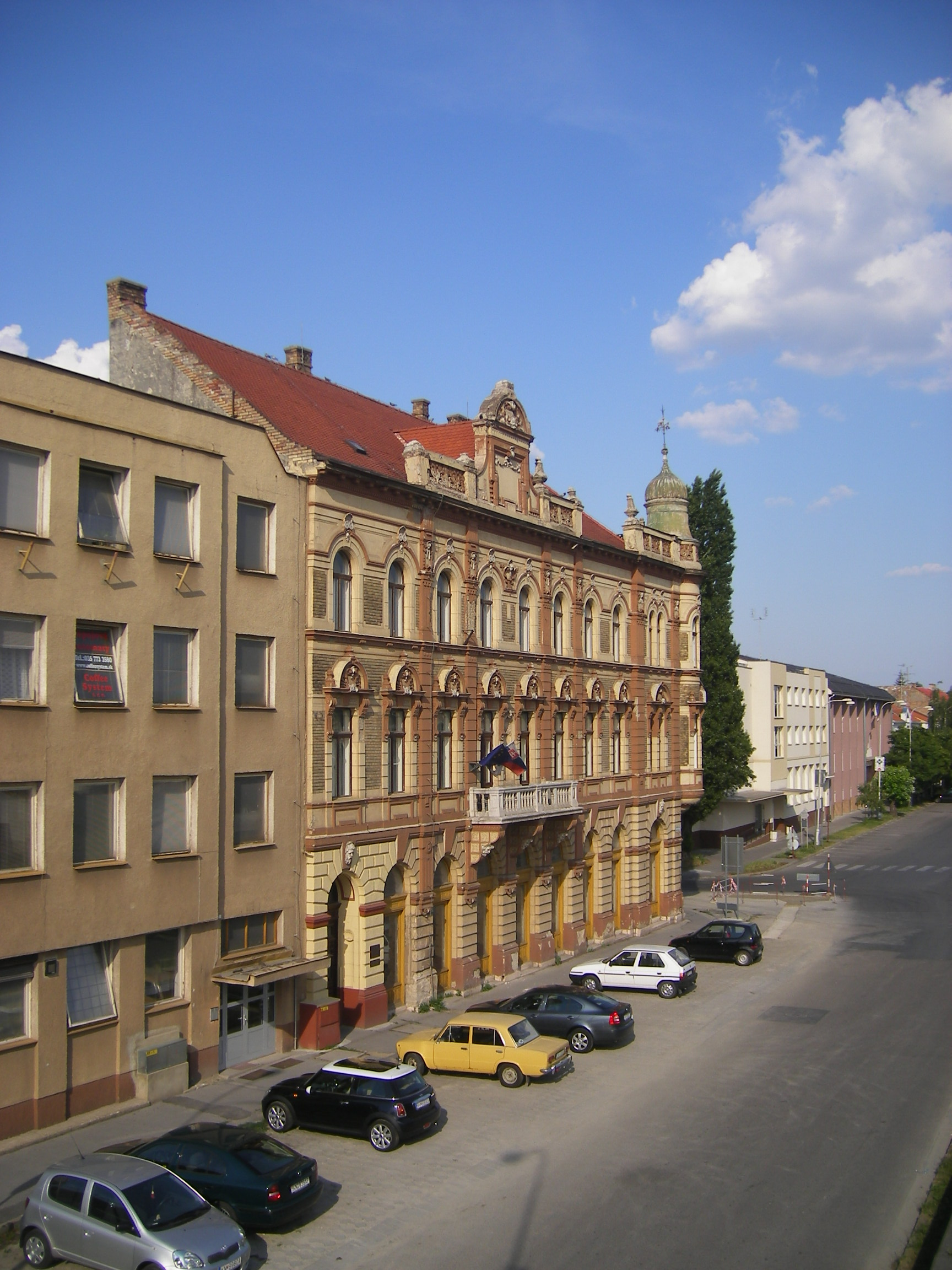
Az egykori Grand-kávéház épülete a századforduló szecessziós építészetének szép példája

A város lakossága lassan növekedett, a várban állomásozó katonaságot nem számítva 1850-ben 11 214, 1870-ben 12 812, 1880-ban 13 108, 1891-ben 13 076 lakosa volt. 1891-ben 3357 főnyi katonaság állomásozott a várban. 1891-ben a lakosság 93,2%-a magyar; 3,9%-a német; 1,8%-a szlovák nemzetiségű; 53,7%-uk iparos és kereskedő foglalkozást űzött. Ugyanekkor a lakosság 53,6%-a katolikus; 28,8%-a református; 14,7%-a zsidó; 2,7%-a evangélikus felekezethez tartozott. Az Újszőnnyel való egyesítés után, 1910-ben 22 337 lakosa volt Komáromnak.
Borovszky Samu monográfiasorozatának Komárom vármegyét tárgyaló része szerint (részlet): „Komárom, szabad királyi város, a Csallóköz alsó végében, a Duna mellett, a Vág vízének és a Kis-Dunának a Nagy-Dunába folyásánál fekszik. [...] Komárom városát a Duna két részre, jobb- és balpartira osztja. A jobbparton fekszik Komárom-Újváros, a régi Újszőny, melyet 1900. évben a várossal törvényesen egyesítettek. A balparton a régi Komárom város terül el. A város két felét a Dunán álló híd köti össze. Hajdan kompon és ladikokon szállottak át egyik partról a másikra, a városi repülő híd a magyar királyi udvari kamaráé volt, a melytől a város 1796 február 15-én vette át. [...] A téli átkelést kompok közvetítették; későbben ladikok is. A kamara idejében csak egy ladik volt készenlétben, melyet postaladiknak neveztek, mert a postát, stafétákat, ordonánczokat, orvosokat és magistratualis személyeket, ha annak szüksége fenforgott, sietve átszállította a tulsó partra. Idővel azonban, a város kezelése alatt, a ladikon való átkelés vált szokássá, minden ember csak ladikon akart átkelni, bár a kompon való átkelés biztosabb volt, kivált a városból boros fővel kimenő falusiak számára. 1837-ben engedte meg a kamara, hogy a város a Duna nagyobb ágán hajóhidat építhessen. [...] A hajóhidat 1892. évben a kőből és vasból épített állandó híd váltotta fel, melyet ugyanazon év szeptember 1-ső és 2-ika közötti éjfélkor adtak át a közforgalomnak. A modern technikai tudomány e szép alkotását néhai Baross Gábor nagynevű kereskedelemügyi miniszter létesítette, a híd az állam tulajdona. Az Újváros. A mint a bruck-budapesti vasút komáromi állomásán a vonatból kiszállunk és jobbra térünk, legelsőbben is az újvárosi selyemfonó tűnik szemünk elé. [...] Innen a főutczán át haladva, a róm. kath. templomot látjuk, melyet néhai Zalka János győri püspök építtetett, a maga költségén, a régi Ujszőny községnek, a mely mint ma is, a győri egyházmegyéhez tartozott. A templom mellett az újvárosi rendőrség épülete van, mely a belvárosi rendőrkapitányság kirendeltségének szolgál hivatalos helyiségül. Az újvárostól délkeletre fekszik a híres Csillag-sáncz, szemben a várral, melyet 1849-ben talphíddal kötöttek össze a várral. E hídon át intézte a várőrség 1849 ápril 26-án éjjel a már említett híres kirohanást. Újvárostól délre van az igmándi-erőd, északnyugatra pedig a monostori-erőd, mind a kettő a modern hadászat igényei szerint felszerelve. A monostori-erőd mögött elterülő és Ácsig húzódó monostori hegy szőlővel van beültetve, jó bort terem és a város mulató és kiránduló helye. A Duna jobbpartján van a lenfonógyár, melyet az állam és a város támogatása mellett, Fiedler János gyáros állított fel. A gyár építése 1903-ban kezdődött és 1904 novemberében már üzembe helyeztetett. Van még a komárom-jobbparti részen egy fürész- és parkettgyár, egy spódiumgyár és egy katonai húskonzervgyár.[...]”
1917 elején, mivel Komárom fontos vasúti csomópont volt, 450 orosz foglyot irányítottak ide Kolozsvárról. Az első világháborúban az északi városrészből 253 férfi esett el. 1918 végén, az őszirózsás forradalom után Komáromban is a nemzeti tanácsok vették át a hatalmat, a közrendet a polgárőrség tartotta fenn. Megalakult a Vörös Gárda, melynek központja a Kultúrpalota épületében volt.

## Az első Csehszlovák Köztársaság idejében (1919-1938)
1919. január 9-én az Antanthoz tartozó, két legionárius századból álló csehszlovák hadsereg bevonult a bal parti Komáromba, melyet Csehszlovákiához csatoltak és ezzel kettéosztották a várost és Komárom vármegyét is. Addig Komárom vármegye Csallóközi járásának, és egyben a vármegyének székhelye volt. A város katonai közigazgatás alá került, a megszállók éjszakai kijárási tilalmat rendeltek el.

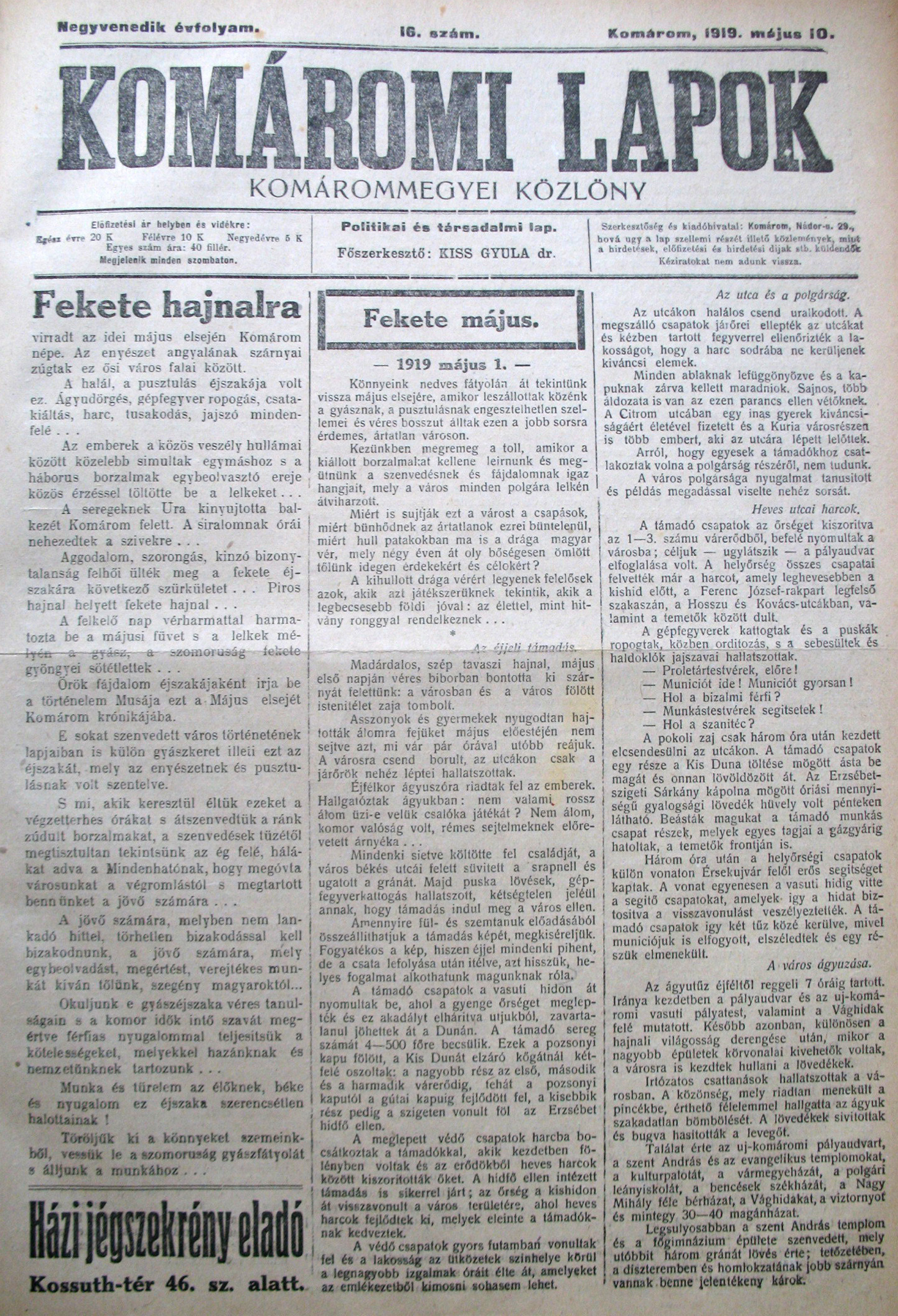
A Komáromi Lapok 1919. évi 16. számának címlapja a május 1-jei eseményekre reagálva

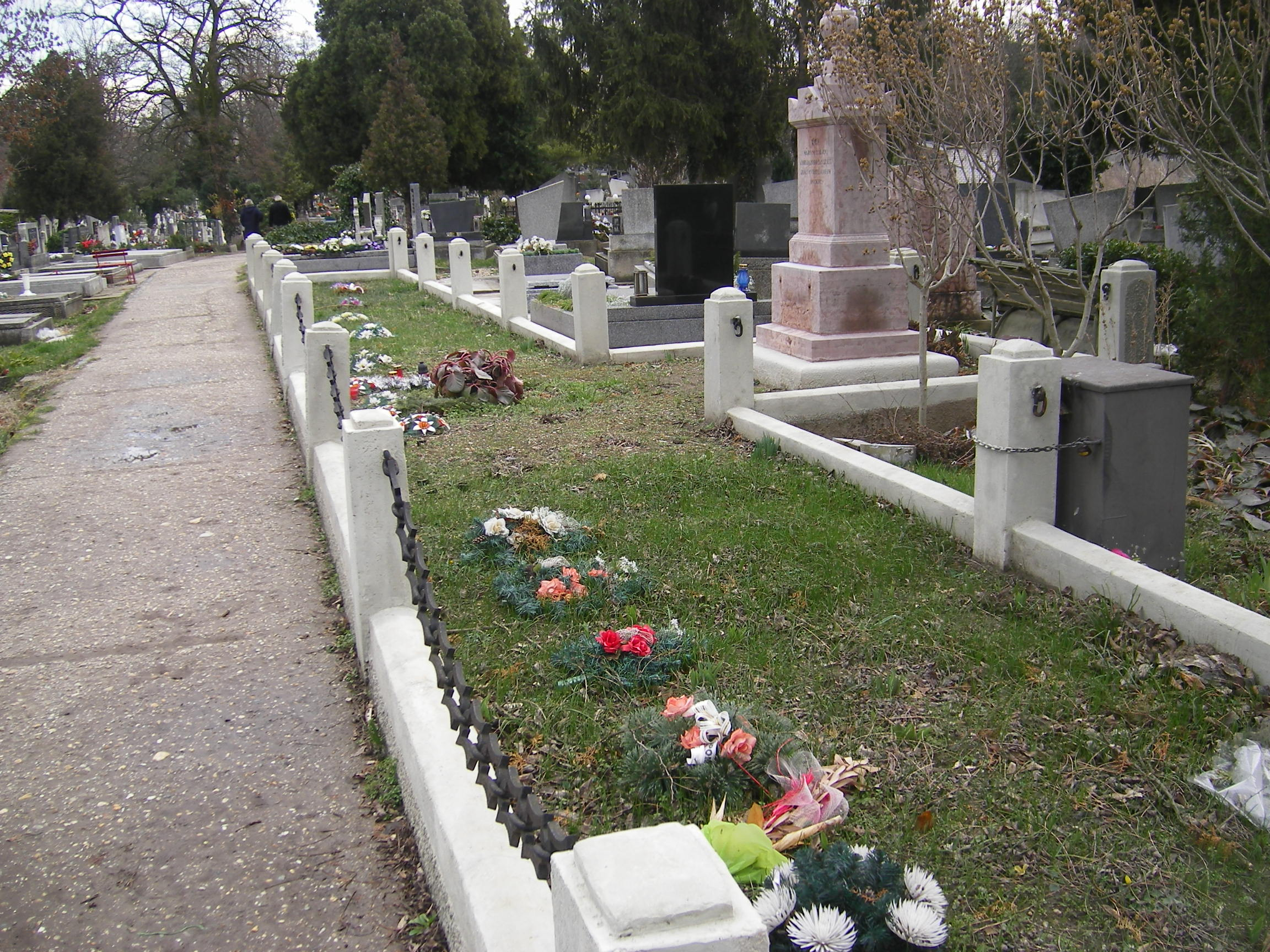
Az 1919. május 1-jén elesett munkások tömegsírja

1919. május 1-én kora hajnalban a Tanácsköztársaság munkás milicistái megpróbálták visszafoglalni a várost. Monostorral szemben keltek át a Dunán az Erzsébet-szigetre, megrohamozták a vasúti hidat, majd a vasútállomás felé nyomultak előre. Az újszőnyi állomáson négy mozdony füstjével borították homályba a várost. Egidio Macaluso olasz ezredes kérésére Érsekújvárból iderendelték a 34. csehszlovák gyalogezredet, akik elzárták a visszavonulási útvonalakat. A magyar egységek az Erzsébet-szigetre szorultak vissza, ahol a legionáriusok lemészárolták az életben maradottakat. A városban statáriumot és kijárási tilalmat hirdettek ki, a legionisták mindenkit lelőttek, akit az utcán találtak, köztük egy 12 éves gyereket is. Az elesettek (összesen 121 munkást és katonát) nagy részét 3 nappal később közös sírba temették a katolikus temetőben. A csehszlovák hadsereg 25 embert vesztett a harcokban. Ez a nap véres május 1-e néven vonult be a város történetébe.
1919. június 5-én Georges Bonnaund francia tábornok lett a helyőrségi parancsnok, aki kíméletlen eszközökkel vert le minden ellenállást és a városban bevezette a katonai diktatúrát. A tanácskormány júniusban keleti irányból újabb kísérletet tett Komárom visszafoglalására, monitorokkal lőtték a várost. A várparancsnokság a lakosság köréből túszokat szedett a lakosság fellázadását megakadályozandó. A heves harcokban a csehek visszaszorították a magyar csapatokat, végül a Clemenceau-jegyzék elfogadása után feladták az északi hadjárat területszerzéseit. A harcoknak több polgári áldozata is volt.
1919 októberében Győr, Komárom és Esztergom vármegye Csehszlovákiához csatolt részeiből létrehozott Győr-Komárom-Esztergom megye (Rábsko-Komárňansko-Ostrihomská župa) székhelye lett és egyben a Komárno szlovák nevet kapta. 1922 decemberében megyeszékhelyből járási székhellyé fokozták le és megfosztották törvényhatósági jogától. 1923. január 1-én a Csallóközi járással együtt Pozsony megyéhez csatolták
1919-ben megszüntették a lőszergyárat, melynek helyén villanytelep és dohánybeváltó alakult. A csehszlovák államfordulat után tömeges kiutasítások sújtották a város lakosságát.
A munkanélküliségen csak a dunai kikötő jelentős bővítése enyhített az 1920-as években. Az 1920-as években számos cseh és szlovák nemzetiségű állami hivatalnok telepedett le a városban (1921-ben már a lakosság 13,6%-át alkották), de a környező falvakból is számos agrárproletár áramlott a városba (a hadsereg által kiürített bástyák környékén nyomornegyedek jöttek létre). A húszas években terjeszkedett túl a város a vasúti töltésen, a harmincas években pedig már a Nádor-vonalon túl levő Bene-dűlőben is új házsorok és utcák alakultak ki.
A város ekkor a csehszlovákiai magyarság szellemi központja, legfontosabb kulturális egyesülete a Jókai Egyesület volt (Alapy Gyula vezetésével), mely a múzeumot is működtette. Nyomdáiban húsz év alatt 68 magyar nyelvű újságot nyomtattak, gyakran keresték fel színtársulatok. Az itt működő pártok közül a polgárságot tömörítő Egyesült Magyar Párt és a munkásság körében népszerű kommunista párt rendelkezett a legnagyobb tömegbefolyással. A szociáldemokrata párt a mérleg nyelvét képezte a két rivális szervezet között, a városbíró (Csizmazia György) is e párt tagja volt.
A munkanélküliség enyhítésére számos közmunkát folytatott a város, de az ezekre felvett kölcsönök eladósodáshoz vezettek. 1935-ben a város csődbe jutott, ezért a járásfőnök feloszlatta a képviselőtestületet és kormánybiztost nevezett ki Komárom élére (Nagy Jenő bankigazgatót).
1921-ben Komáromnak 17 715 lakosa volt, melynek 76,7%-a magyar; 13,6%-a cseh és szlovák; 4,1%-a pedig német nemzetiségű. 1931-ben 21 158 lakos közül 59,7% magyar; 25,2% cseh és szlovák és 4,8% német nemzetiségű. 1930-ban a város 1266 lakosa nem rendelkezett csehszlovák állampolgársággal (nagy részük magyar nemzetiségű komáromi, akik politikai okokból nem kaptak állampolgárságot).

## Visszacsatolva Magyarországhoz (1938-1945)

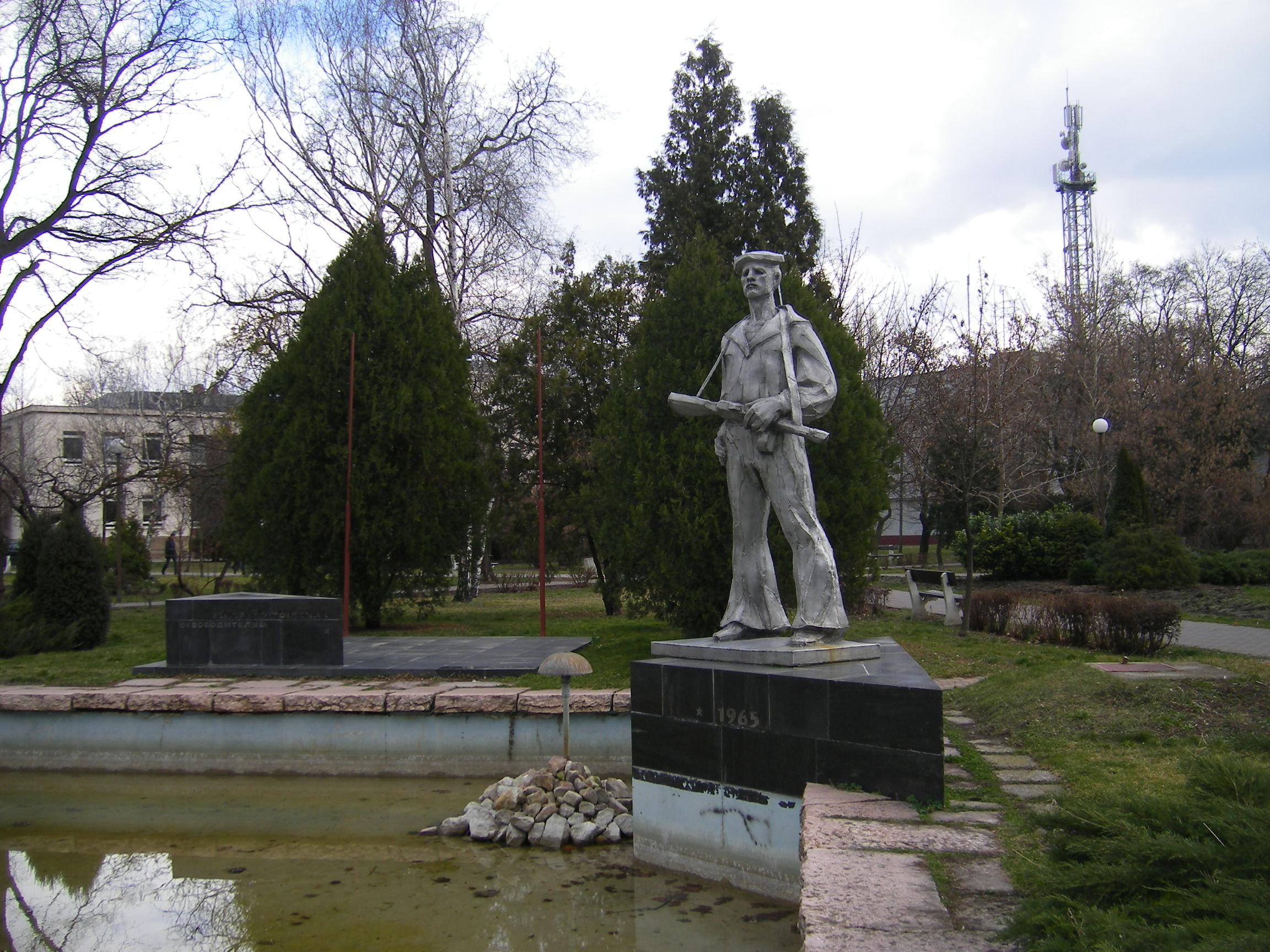
A várost 1945 márciusában elfoglaló szovjet tengerészek emlékműve

A müncheni egyezményt követően Komáromban folytak tárgyalások a magyarok lakta területi kérdések rendezésére a (cseh)szlovák és magyar küldöttség között. A helyszínen a tárgyalásokat megelőzően tüntetések zajlottak, s a tárgyalások alatt is éljenezték a magyar küldöttséget, illetve elénekelték a magyar himnuszt. Jozef Tiso és a csehszlovák küldöttség az egykori Tromler Miklós Központi Szállodában (a mai mozi és biztosító épülete) szállhattak meg.

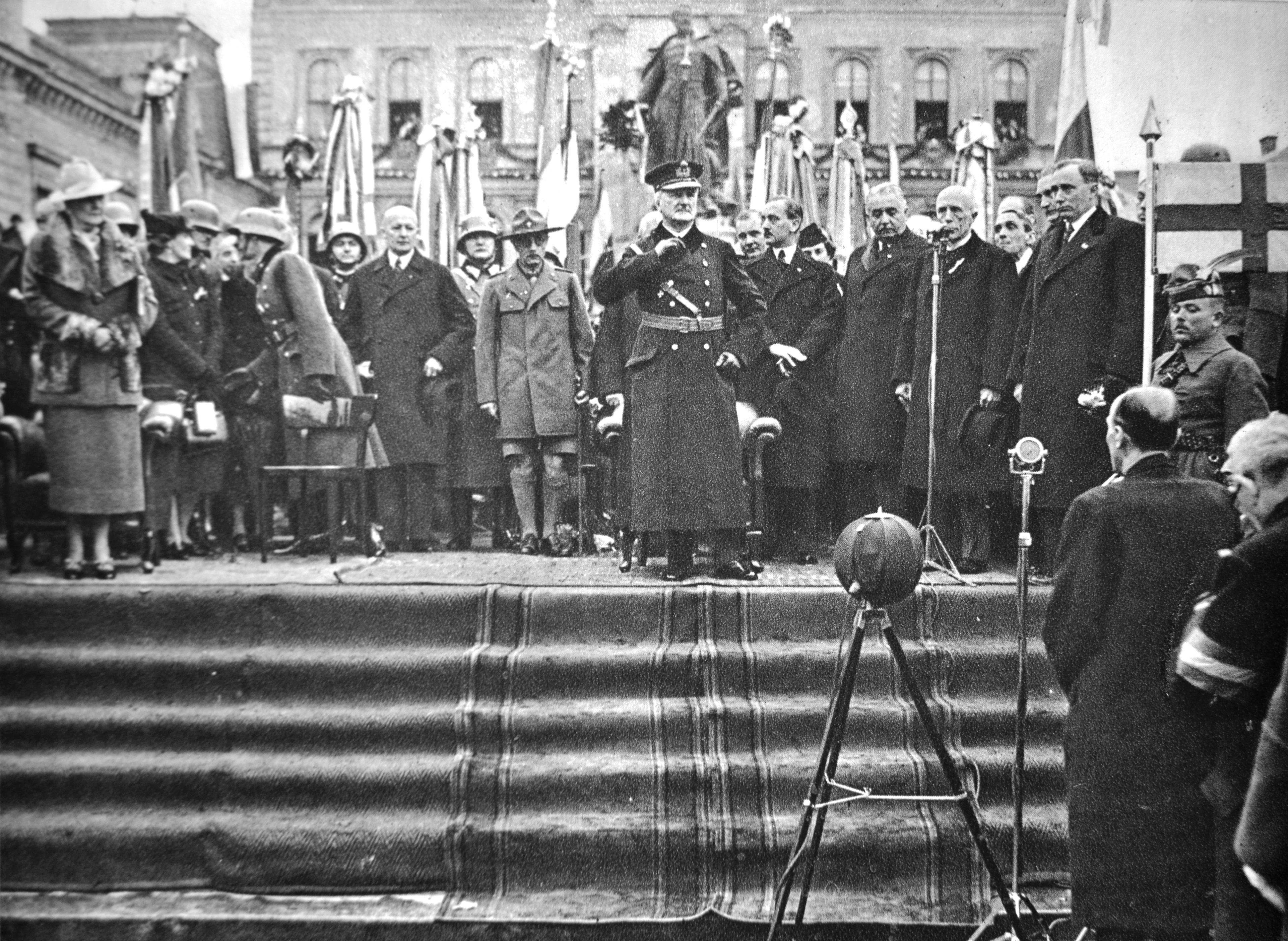
Visszatérési ünnepség Komáromban

Az első bécsi döntés értelmében Komárom visszakerült Magyarországhoz 1938. november 2-án. A magyar honvédség november 6-án vonult be a városba. Az ünneplő tömeg és a magyar kormány a városháza előtti Klapka György téren fogadta a csapatai élén bevonuló Horthy Miklós kormányzót. 1939. július 15-én a két Komáromot újraegyesítették, a Pozsony vármegye Magyarországhoz került részeivel kibővült Komárom vármegye székhelyeként. 1940-ben Komáromot 30 842-en lakták (ebből 21 957 fő az északi parti városrész népessége).
Az eladósodott város lassan ismét fejlődésnek indult, 1940-ben Benét árvíz sújtotta, az újjáépítés során ún. ONCSA-házakat építettek. 1942-1944 között tisztviselői lakások épültek a Vágduna soron, 1944-ben felépült az új postaépület a Király püspök utcában. Számos utcát átkereszteltek, a szlovák iskolák megszűntek, sok szlovák és cseh lakos elköltözött a városból. A kommunista párt illegálisan működött, a munkásszervezetek nagy részét feloszlatták.
1944-ben, az ország német megszállása után elkezdődött a város 2170 főnyi zsidó lakosságának gettóba gyűjtése és koncentrációs táborba hurcolásuk (közülük 1922-en vesztették életüket). A nyilas hatalomátvétel után (a helyi nyilasközpont a Zichy-palotában, a Gestapo-központ a Király püspök utcában volt) számos zsidó nemzetiségű és antifasiszta komáromit gyilkoltak meg, sokakat a Dunába lőttek.
Az első (amerikai) légitámadás 1944. október 7-én érte a várost, elsősorban a pályaudvart bombázták. Egy héttel később (14-én) a támadás megismétlődött. A Garam felől támadó szovjet hadsereg 1945 januárjában a Vágig nyomult előre és két napig (január 7–9. között) aknavetőkkel lőtte a várost. A Komáromba érkező német csapatok ellentámadása során a szovjetek visszaszorultak a Garamig. A németeket 1945. március 30-án űzték ki a városból a II. Ukrán Front egységei és a Vörös Flottilla folyami hadihajói, visszavonulásukkor Komárom valamennyi hídját felrobbantották.

## Komárom 1945 után

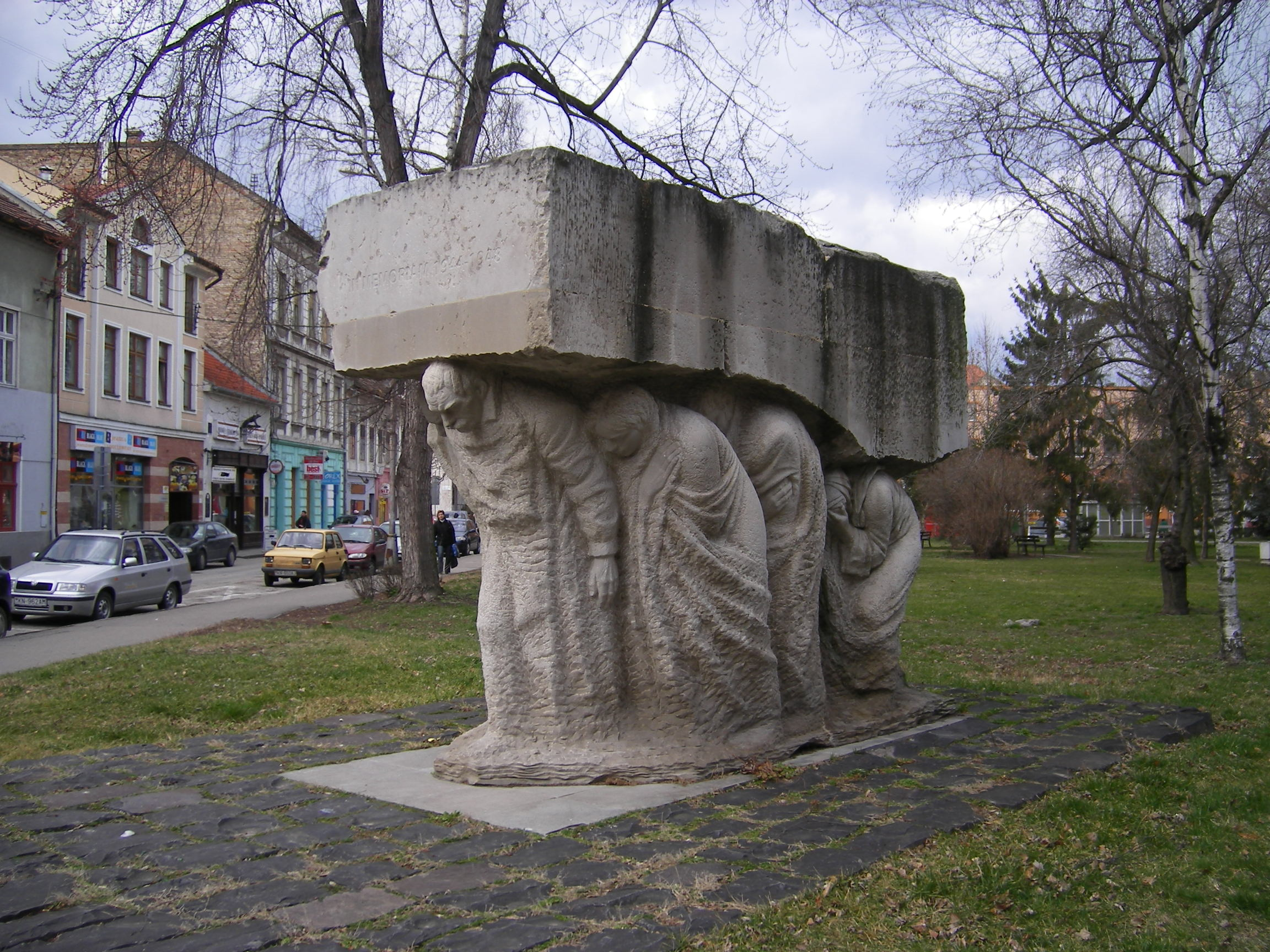
A Meghurcoltak emlékműve az 1945 után kitelepítetteknek állít emléket
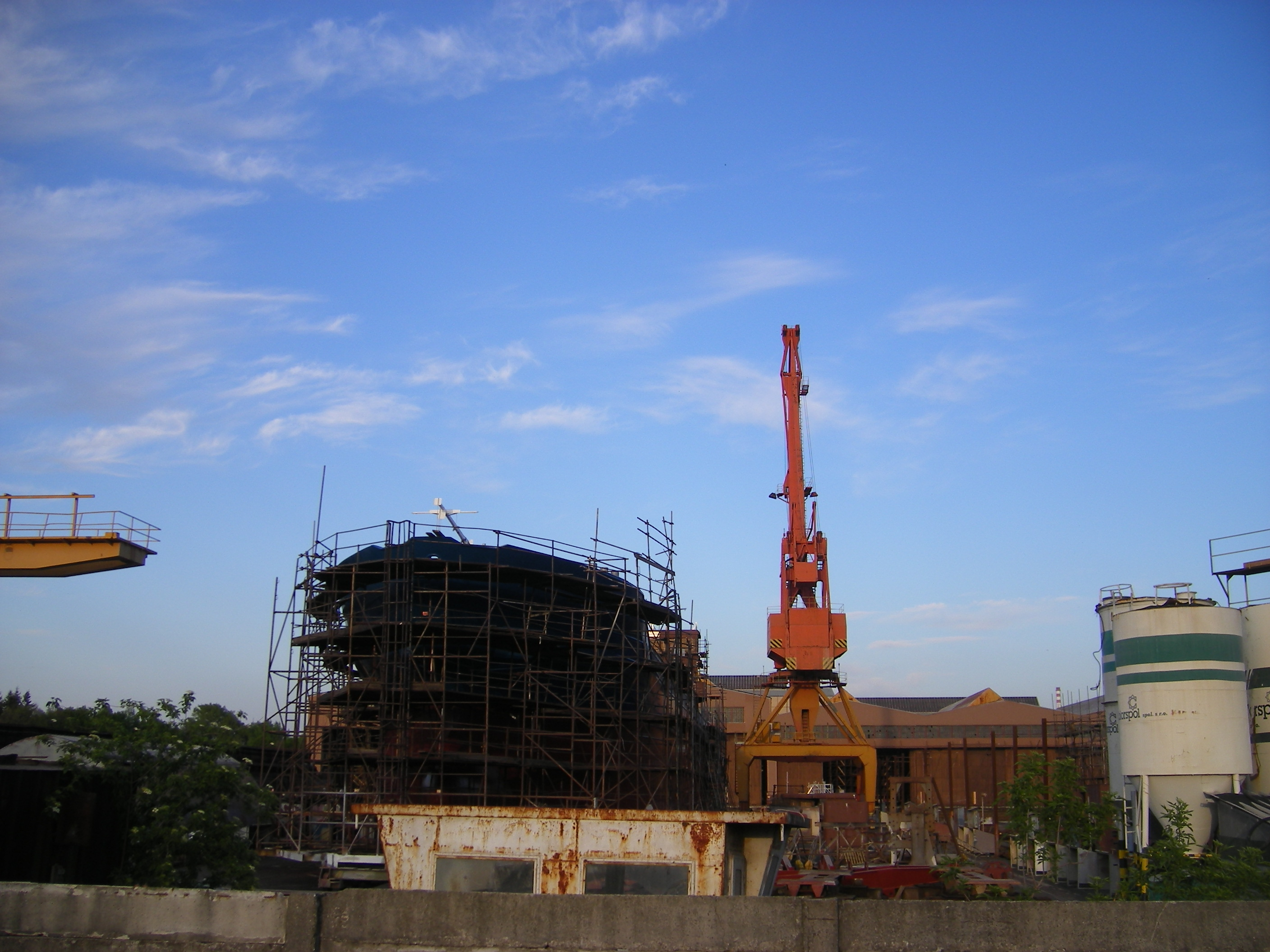
A komáromi hajógyár 1947-ben költözött mai helyére
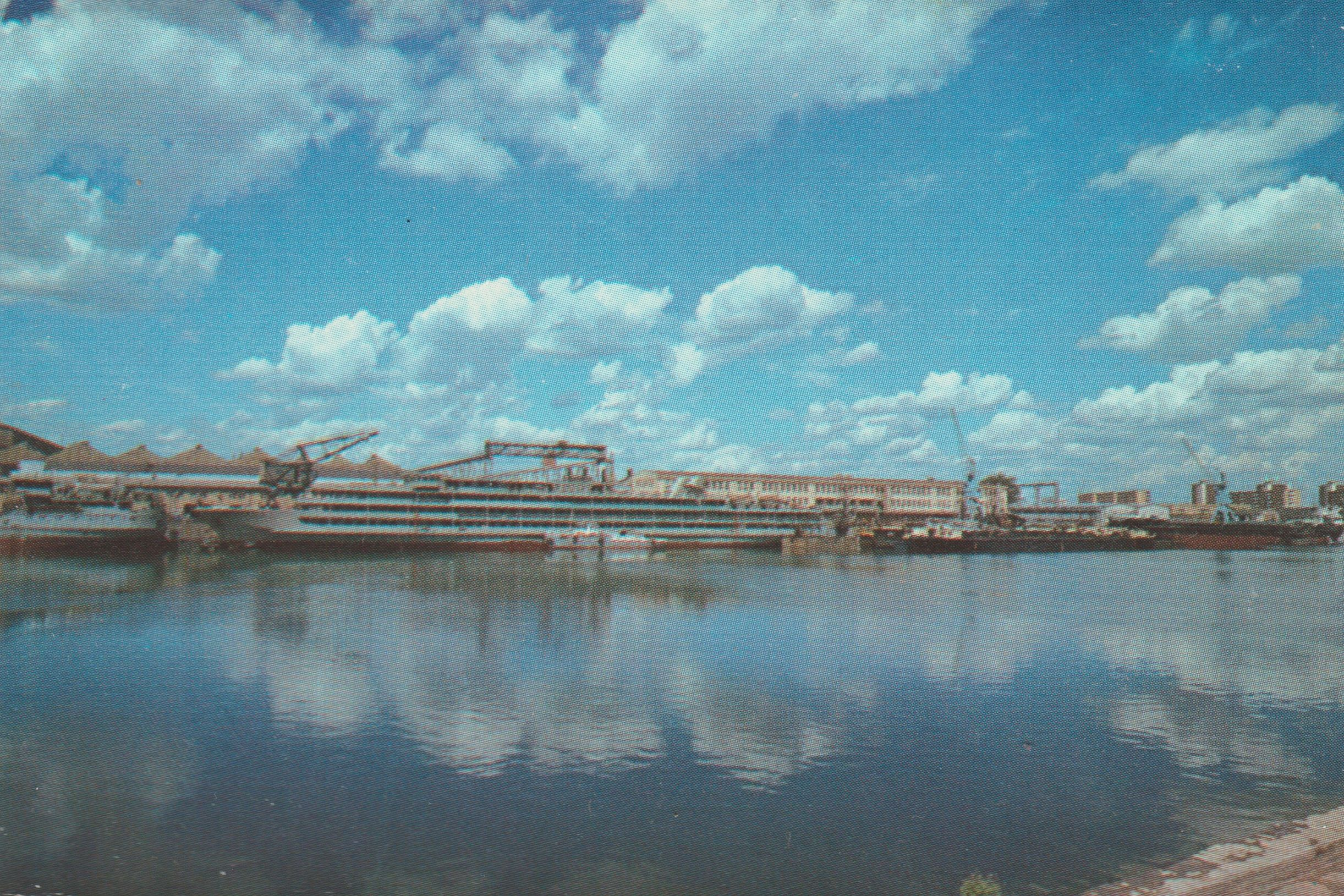
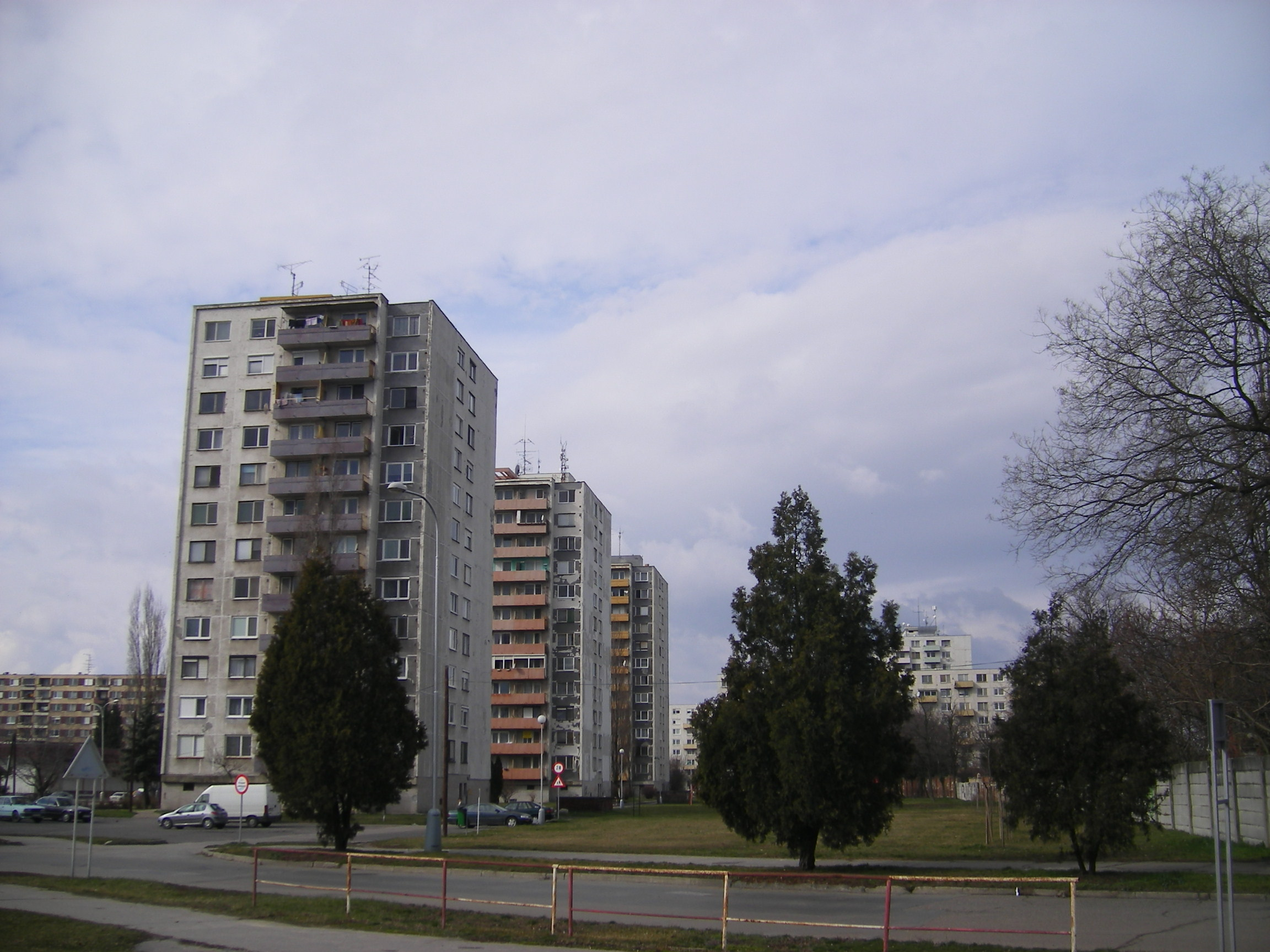
Az 1970-es években épült az Eötvös utcában a város legnagyobb lakótelepe
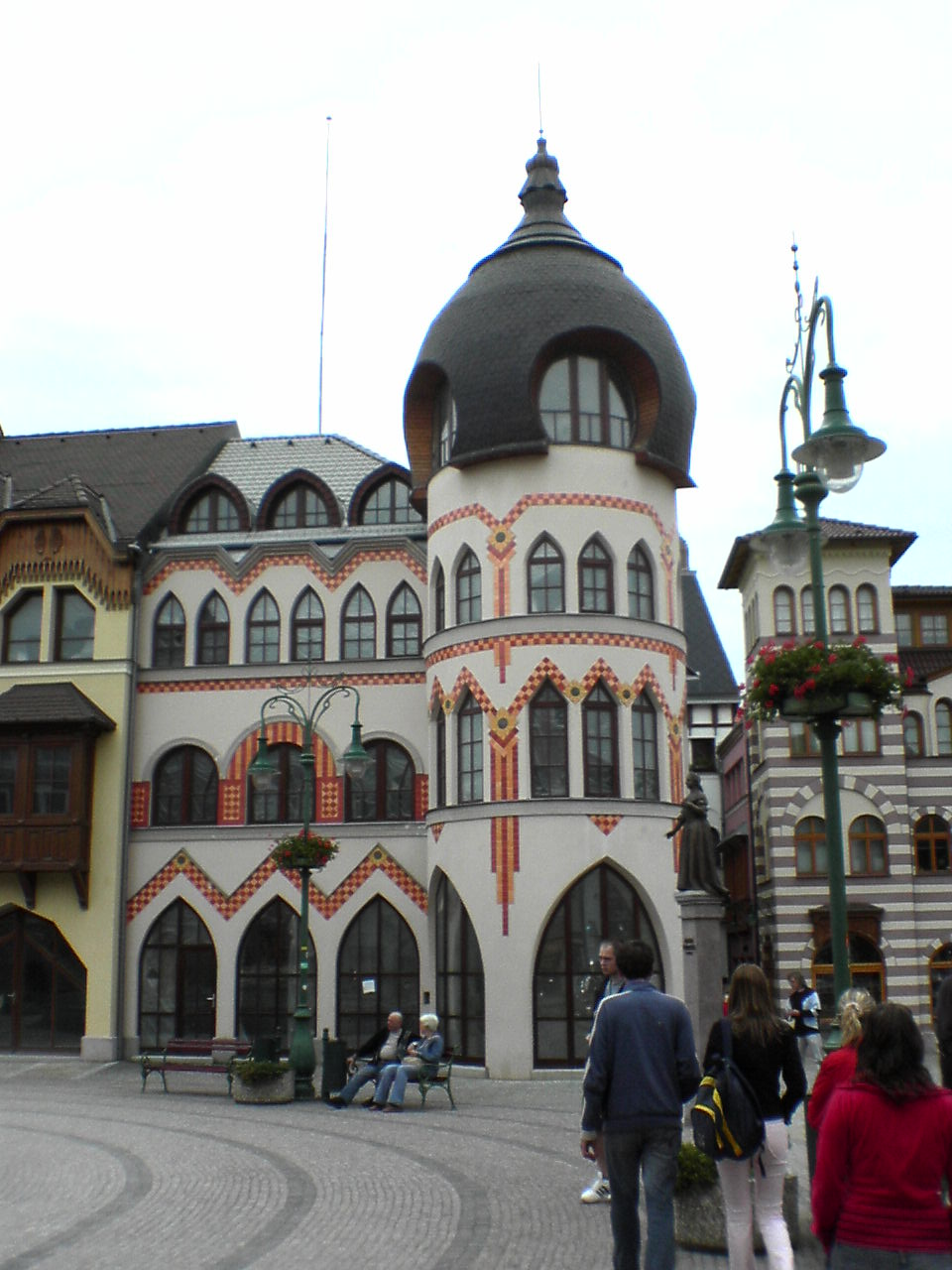
Az Európa-udvar a város egyik legújabb nevezetessége

A front átvonultával Komárom újra csehszlovák uralom alá került. Irányítását 1945. április 5-én még helyi képviselőkből álló Nemzeti Bizottság vette át (kommunista és szociáldemokrata tagokkal), de ezt július 20-án a Szlovák Nemzeti Tanács által kinevezett közigazgatási bizottság váltotta fel. 1945-1948 között a magyar nemzetiségű lakosság jelentős részét kitelepítették Magyarországra, de állandó jelleggel folyt a kényszeres munkaerő-toborzás a cseh határvidékre is. A magyar vonatkozású szobrokat és emléktáblákat ledöntötték, elsőként Jókai Mór szobra kerülhetett vissza eredeti helyére 1952-ben. A magyar lakosság üldözése csak az 1948-as kommunista hatalomátvétel után szűnt meg, ezután indult újra a magyar nyelvű oktatás és alakult meg a Csemadok kultúrszervezet. 1952-ben Komáromban létesült a Magyar Területi Színház.
A város újjáépítése 1945-ben kezdődött. A felrobbantott hidakat a Vörös Hadsereg műszaki alakulatai állították helyre (az Erzsébet-hidat 1946. január 6-án adták át). Az ekkor épült ideiglenes Vág-hidakat később a maiakkal váltották fel, a vasúti Duna-híd újjáépítése csak 1954-re fejeződött be.
1950 márciusában a város irányítását a kommunista vezetésű Helyi Nemzeti Bizottság vette át. Az ipari fejlődés 1947 után gyorsult fel, az új hajógyár 1950-ben kezdte meg működését, a korábbi gépjavító műhelyből mezőgazdasági gépjavító üzemet hoztak létre. 1953-ban a vág-dunai vasúti, 1955-ben a közúti híd is elkészült. 1964-ben megépült a Vágsellye-Komárom földgázvezeték, mely lehetővé tette a gázfűtésre való átállást. 1965 után a Pozsonyi út mentén, a város nyugati peremén ipartelepek sora (bőrgyár, ČSAD telep, cipőgyár, húsüzem) alakult ki. 1968-ban felépült az Erzsébet-szigetre vezető csapóhíd. A pozsonyi főutat az 1970-es évek végén négysávossá szélesítették ki.
Súlyos károkat okozott az 1954. júliusi árvíz, melynek során a Duna teljesen elöntötte az Erzsébet-szigetet. 1965-ben újabb árvíz következett, mely a járás településein kívül Komáromban is pusztított: 160 ház dőlt össze, a város széleit és a hajógyár területét is elöntötte, számos helyen tört fel buzgár.
Az 1950-es években kezdődött meg a lakótelepek építése, mely egészen a szocialista rendszer bukásáig folytatódott. Az első ilyen épületsort 1954-ben adták át az Anglia-park mellett, majd a város nyugati szélén 1960-1961-re felépült az I. és a II. lakótelep a Nádor-vonal két oldalán. 1963-ra a gázgyár melletti III. lakótelep is elkészült. A lakások száma 1961-1991 között 6732-ről 14 081-re nőtt, a legnagyobb beruházás az 1970-es években az Eötvös-utcai (VII.) lakótelep építése volt, melynek során az egykori kikötői városnegyed (Kúria) teljesen eltűnt. A hatvanas évek második felében épült a Vág-Duna menti IV. és a vasútállomás melletti V., majd 1970-1973 között a Komenský utcai VI/1, 1973-1975 között pedig a Gazda és a Megyercsi utcák között a VI/2 lakótelep. Az 1980-as években a Singelő déli részén és a város nyugati peremén (a Szövetkezet utcában) épültek új lakótömbök. A hatvanas évek második felétől épült be családi házakkal a Nádor-vonal és a vasútvonal közti Singelő. Az új lakótelepen iskolák és óvodák sora létesült (Béke utcai, Munka utcai, Komenský utcai, Eötvös utcai, Szabadság utcai alapiskola, ipari szaktaniskola, stb.).
A város népessége gyors növekedésnek indult: 1950-ben 16 343, 1961-ben 23 995, 1970-ben 26 633, 1980-ban 32 520, 1991-ben 37 370 lakosa volt. Az 1950-es években Gyulamajort, Kavát és Kisizsát, 1980-ban pedig Örsújfalut is Komáromhoz csatolták. 1960-ban mai területére bővült a Komáromi járás is. A lakosságcserével és a későbbi iparosítással jelentősen megnőtt a város szlovák nemzetiségű lakosainak aránya, de Komárom továbbra is magyar többségű város maradt. A német lakosság 1945 után szinte teljesen eltűnt a városból (1991-ben 23 fő). 1991-ben a lakosság 63,6%-a magyar; 33,8%-a szlovák; 1,4%-a cseh nemzetiségű.
1990-ben megalakult a városi képviselőtestület, a novemberben tartott helyhatósági választásokat az Együttélés és a Magyar Kereszténydemokrata Mozgalom koalíciója nyerte és Pásztor István lett a polgármester. Számos szobrot és emléktáblát újra felállítottak, 1991-ben Klapka György szobra is visszakerült a főtérre. 1992 során a legtöbb átkeresztelt utca visszakapta eredeti nevét. 1994 januárjában nagygyűlést tartottak Komáromban. Az ezredfordulóra súlyos gazdasági problémákkal nézett szembe a város, legfőbb ipari üzeme, a hajógyár kis híján megszüntette működését 1999-ben. A magas munkanélküliség 2003 után nagyrészt a dél-komáromi ipari park hatására csökkent. A város lakosságának növekedése megállt, a környező falvakból betelepültek egy része visszaköltözött. A belváros rekonstrukciója során egy új turistalátványosságot, az Európa-udvart is felépítettek 1999-2000-ben.
2002-ben Bastrnák Tibor (MKP) lett a polgármester, akit 2006-ban újjáválasztottak. 2004-ben megalakult a Selye János Egyetem, ezzel tovább erősödött a Komárom által a szlovákiai magyarság kulturális életében betöltött fontos szerep. 2005-ben a vár visszakerült a város tulajdonába, helyreállítása folyamatban van. 2010-ben Marek Anton személyében először lett szlovák nemzetiségű polgármestere a városnak, és a magyar érdekeltségű pártok egyre kevesebb képviselőt juttattak be a képviselő-testületbe. 2014 végén újra magyar polgármestert kapott a város Stubendek László (korábban MKP, 2014-től független) személyében, a testület összetételét illetően az MKP és a Híd – a két párt összefogása ellenére – tovább zsugorodott, ellenben a többséget független, javarészt magyar képviselők szerezték meg.
2013-ban Komáromnál 887 cm-el tetőzött a Duna vízállása. 2018-ban megkezdődött és 2020-ban befejeződött a komáromi új közúti híd építése. 2021-ben elkezdték és 2022-ben befejezték a Jókai Színház felújítását. 2022-ben átadták a városi könyvtár felújított főépületét is. 2023-ban elkezdődött a Kultúrpalota felújítása.